# Elecciones generales de Guatemala de 2015
Las elecciones generales de Guatemala de 2015 se llevaron a cabo el domingo 6 de septiembre de 2015, y en ellas se renovaron los titulares de los cargos de elección popular de la República de Guatemala. Los cargos a elegir fueron:
- Presidente de Guatemala: Jefe de Estado y de Gobierno de Guatemala que ejerce las funciones del Organismo Ejecutivo por mandato del pueblo. Sustituyó a Alejandro Maldonado Aguirre. En la primera ronda, resultó vencedor el candidato Jimmy Morales con el 23.99% de los votos válidos,[3] quien se enfrentó a Sandra Torres en la segunda ronda electoral luego que esta quedara en segundo lugar con candidatos obtuvieran 19.76% de los votos. Y el candidato electo fue Jimmy Morales con el 65.48% de los votos.[4]

- Vicepresidente de Guatemala: Es quien ejerce las funciones de Presidente de la República de Guatemala en los casos que establece la Constitución. El Vicepresidente es el primero en la línea de sucesión para la Jefatura de Estado y Gobierno en caso de que faltase el presidente de manera absoluta. Sustituyó a Juan Alfonso Fuentes Soria. El candidato vicepresidencial de FCN fue Jafeth Cabrera y por el del partido UNE, Mario Leal. El Candidato electo fue Jafeth Cabrera.

- 158 Diputados al Congreso de la República cuya candidatura se disputó por distrito electoral (75%), y por lista nacional (25%).

- 20 Diputados al Parlamento Centroamericano.

- Alcaldes y corporaciones municipales de los 338 municipios.

Durante los meses previos a las elecciones hubo graves casos de corrupción descubiertos por la Comisión Internacional Contra la Impunidad en Guatemala entre el 16 de abril y el 22 de agosto de 2015; la crisis derivada de estos casos —principalmente del Caso de La Línea, que involucraron a alcaldes, diputados, expresidentes del Banco de Guatemala y obligó a renunciar a la vicepresidenta Roxana Baldetti y al presidente Otto Pérez Molina— resultó en el fin del oficial Partido Patriota, el debilitamiento de la candidatura de Manuel Baldizón —hasta abril de 2015 considerado el virtual vencedor en la elección presidencial— y una desconfianza generalizada en el sistema de partidos políticos de Guatemala. De hecho, tras no conseguir pasar a la segunda ronda de las elecciones, el candidato Manuel Baldizón anunció su renuncia al partido Libertad Democrática Renovada (LIDER) el 14 de septiembre de 2015.

## Antecedentes

### Ley Electoral y de Partidos Políticos
Según la Constitución guatemalteca, pueden ejercer el derecho a sufragio los ciudadanos, es decir, quienes han cumplido 18 años de edad y no han sido condenados a una pena aflictiva o sean miembros activos del Ejército de Guatemala o no hayan cumplido cinco años de retiro; antes de ello deben registrarse en el padrón de electores. Dicha norma indica que «en las votaciones populares el sufragio será personal, igualitario, secreto y voluntario».
De acuerdo a la legislación vigente, el proceso de inscripción en los registros electorales es voluntario, aún inscrito, el elector no está obligado a sufragar.

#### Modificaciones propuestas por el Tribunal Supremo Electoral en junio de 2015
La Dirección Legislativa del Congreso recibió el 26 de junio de 2015 de manos del presidente del Tribunal Supremo Electoral (TSE), Rudy Marlon Pineda Ramírez, la propuesta de reformas a la Ley Electoral y de Partidos Políticos y la Ley de Amparo y Exhibición Personal que, de ser aprobadas por el Pleno, entrarían en vigencia un año después. El TSE 
presentó su propuesta de modificación de las leyes luego de que la crisis iniciada por el Caso de La Línea el 16 de abril de ese año desenmascarara numerosos casos de corrupción que han hecho que la ciudadanía reniegue del sistema político vigente.
El planteamiento del TSE, entre las 71 modificaciones a dichas normativas, incluía aspectos relativos al control y fiscalización del financiamiento de las organizaciones políticas en campañas electorales, como las siguientes:
- Del transfuguismo - Acto por el cual un diputado renuncia a un partido político, habiendo sido electo o cuando ya está ejerciendo el cargo, mediante sufragio universal para un periodo, y estuviere designado en uno de los órganos establecidos, automáticamente cesa en el cargo del órgano del Congreso que integrare, el cual será asumido por un diputado del partido representado. Y no podrá optar a ningún cargo dentro de los órganos del Congreso de la República.
- Para el pago de la deuda política (2 dólares) se tomarán en cuenta los votos nulos.
- Expone a qué debe ser dirigido el dinero que recibirán los partidos y en qué deben invertirlo.
- Prohíbe que las organizaciones reciban financiamiento de personas que hayan sido condenadas por los delitos de lavado de dinero u otros activos, así como delitos relacionados.
- Prohíbe que los partidos reciban financiamiento de personas que hayan sufrido procesos legales de Extinción de Dominio.
- En el renglón de Publicidad, determina que los partidos políticos y comités cívicos deberán de publicar, 30 días antes de la fecha fijada para las elecciones, el monto de los aportes recibidos y el balance de sus estados financieros.
- Obliga a los partidos a integrar la participación étnica y de género en los listados de candidatos para cargos de elección popular.
- Prohíbe en una misma organización política postular candidatos al Comité Ejecutivo Nacional y para diputados al Congreso de la República, a ciudadanos que tengan entre sí parentesco dentro de los grados de ley o que sean cónyuges.
- Un secretario general podrá ocupar el cargo por tres años y ser reelecto solo una vez.
- En el capítulo de Sanciones, incluye la potestad del TSE de suspender a los partidos la facultad de recibir financiamiento.
- Quien realice contribuciones financieras contraviniendo la ley, quedará sujeto a las disposiciones del Código Penal.
- Corresponde a la Corte de Constitucionalidad (CC) conocer en única instancia los amparos en materia electoral, independiente de la época en que se presenten.

El planteamiento del TSE al Organismo Legislativo manifestaba que, de ser aprobadas por el Pleno de diputados, la totalidad de las reformas entraría en vigencia un año después.

### Casos de corrupción que incidieron en el desarrollo de las elecciones

#### Caso de La Línea

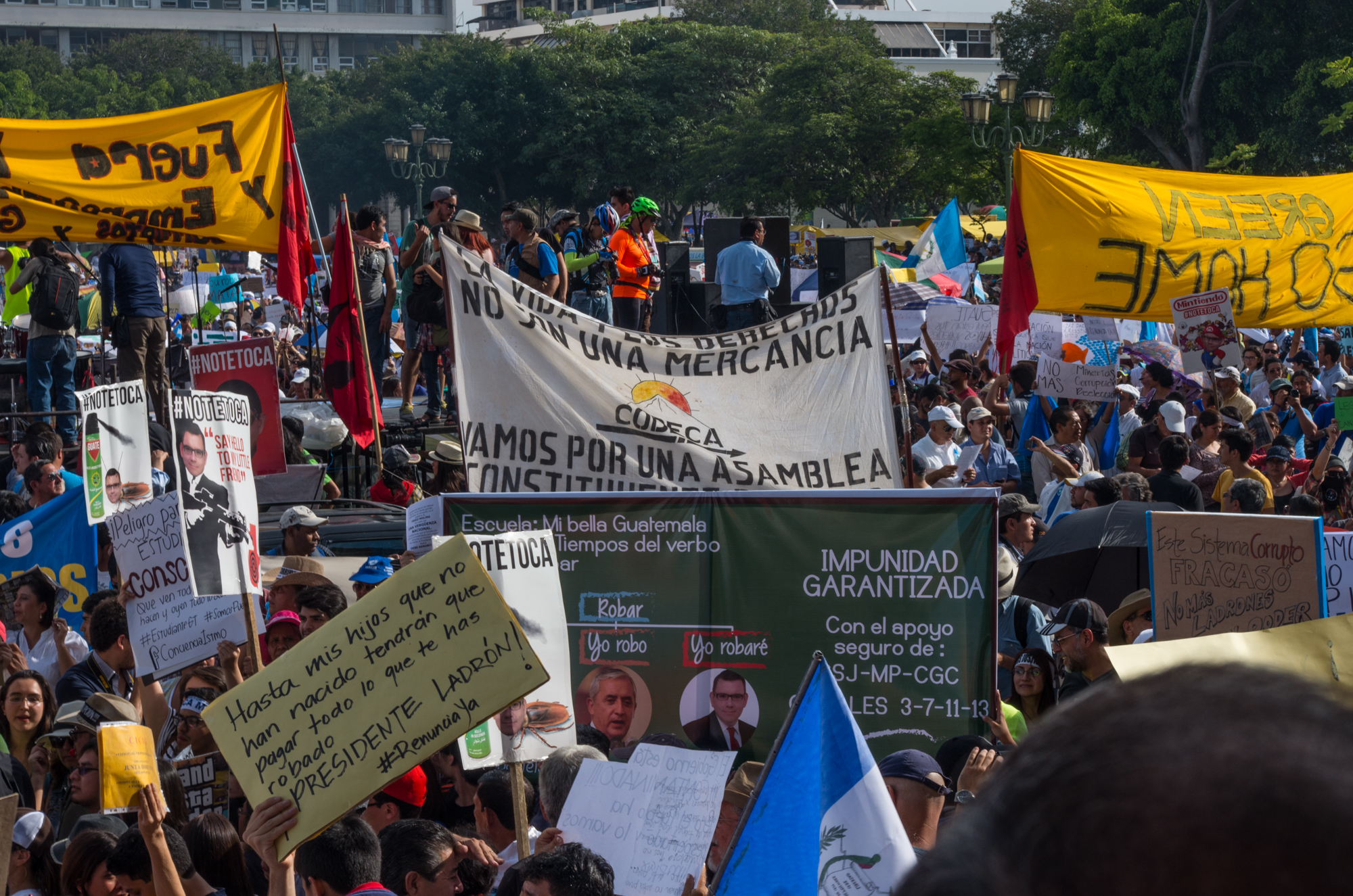
Manifestación del 30 de mayo de 2015

El 16 de abril de 2015, la Comisión Internacional contra la Impunidad en Guatemala y el Ministerio Público del país procedieron a la captura de veinticuatro personas que estarían involucradas en una red de contrabando a gran escala y que incluía entre sus participantes a los directivos de la propia Superintendencia de Administración Tributaria de Guatemala (SAT), ente que debería haber estado evitando el contrabando; además se indicó que quien dirigía dicha banda era el secretario privado de la entonces vicepresidente de Guatemala, Roxana Baldetti. Ante esta situación, se organizaron marcha multitudinarias por medio de las redes sociales, las cuales demostraron su repudio hacia el actual gobierno y hacia los partidos políticos del país. El lento despertar de las protestas se explica porque en Guatemala aunque el 53% de la población esté por debajo de la línea de pobreza y existan agudos problemas -de ignorancia, racismo, machismo, corrupción, violencia desbocada, y sobre todo impunidad- que tengan a la población a punto de un estallido social, no hay quien organice dicho estallido en forma efectiva. Por otro lado, aunque no haya organización política que haga estallar todo el malestar acumulado, las élites tradicionales del país, preocupada la situación actual y considerando que el polvorín social podría estallar, organizaron una lucha frontal contra la corrupción de los funcionarios públicos y obligaron a éstos a extender la permanencia de la Comisión Internacional Contra la Impunidad en Guatemala, logrando que el malestar de la población se dirigiera hacia el gobierno y en especial hacia la vicepresidenta, Roxana Baldetti Elías, quien fue obligada a renunciar el 8 de mayo de 2015, aunque muchos consideran que existe corrupción generalizada en el país desde hace décadas y que eso es lo que se debería afrontar.
Esta situación ha provocado que la convocatoria a las elecciones general del 6 de septiembre, que se realizó el 2 de mayo de 2015, esté completamente opacada por los acontecimientos que la CICIG está investigando.
El 14 de mayo fue designado el magistrado de la Corte de Constitucionalidad de Guatemala Alejandro Maldonado Aguirre como el nuevo Vicepresidente de Guatemala en sustitución de Roxana Baldetti; ese mismo día, se publicaron noticias de que podría haber un golpe de Estado en Guatemala si las elecciones generales se aplazaran.
El 16 de mayo, el día que se realizaron masivas manifestaciones y marchas contra el gobierno del general Otto Pérez Molina también se hizo viral el video ¿Cómo así que le toca? en donde se critica fuertemente a todos los contendientes en las elecciones generales del 6 de septiembre.
El 19 de mayo el periodista Oscar Clemente Marroquín, director del Diario La Hora publicó en su columna de opinión que el sistema actual de elecciones y gobierno está podrido y que es necesaria una reforma de fondo, pero que al mismo tiempo, esta reforma no se puede lograr porque los abogados constitucionales argumentan que no pueden suspenderse ni modificarse las elecciones del 6 de septiembre; ante esta situación, Marroquín concluye: «Si las elecciones próximas son una camisa de fuerza para impedir que se hagan los cambios que el país necesita, al diablo las elecciones porque no podemos condenarnos a seguir con la misma porquería aunque cambien los nombres. Allá los leguleyos con sus teorías, pero esas aguas desbordadas van a arrollarlo todo si no actuamos con sensata valentía».

#### Caso IGSS-PISA
El 20 de mayo de 2015, mientras se realizaban protestas masivas de campesinos en la Ciudad de Guatemala por el caso de «La Línea», se descubrió el caso de corrupción de la junta directiva del Instituto Guatemalteco de Seguridad Social (IGSS) cuyos integrantes fueron capturados por el Ministerio Público y la CICIG por supuestas anomalías en un contrato que el seguro social firmó con la empresa farmacéutica PISA, por medio de la cual se brindaron servicios a pacientes con enfermedades renales. En total hubo dieciséis capturas, entre ellas la del presidente de junta directiva del IGSS, Juan de Dios Rodríguez, quien fue detenido por fraude y quien fue secretario privado del presidente, Otto Pérez Molina; otro de los capturados fue Otto Molina Stalling, quien es hijo de la presidenta de la Cámara Penal de la Corte Suprema de Justicia de Guatemala (CSJ), Blanca Stalling -que ya ha sido involucrada en las escuchas telefónicas del caso de La Línea. Molina Stalling fungía como subgerente financiero del IGSS en 2014, y fue detenido por asociación ilícita, cobro ilegal de comisiones y tráfico de influencias. Según la investigación, los detenidos se concertaron «con el ánimo de obtener beneficios económicos ilícitos a cambio de la adjudicación de un contrato millonario a la Empresa PISA, que no llenaba los requisitos, ni contaba con estructura básica para brindar el servicio a pacientes renales del Instituto Guatemalteco de Seguridad Social» y se habrían quedado con el quince por ciento del total del monto del contrato, el cual asciende a los ciento dieciséis millones de quetzales. Entre los miembros de la junta directiva del IGSS capturados estaba también Julio Roberto Suárez Guerra, presidente del Banco de Guatemala, por delito de fraude.

#### Indignación y rechazo a políticos tradicionales
Dado la creciente indignación hacia el sistema político en Guatemala, se han dado muestras de rechazo contra la propaganda de todos los partidos políticos; entre dichas demostraciones está la de un grupo de artistas que se ha dedicado a pintar obras de arte sobre postes de electricidad que habían sido previamente pintados con propaganda política.

##### Campaña ¡No te toca!
El partido LIDER, que postula a Manuel Baldizón a la presidencia ha sido uno de los más atacados por su propaganda «¡Te Toca, Guatemala!». Varios de sus mítines han sido interrumpidos por personas con pancartas que dicen «¡No te toca, Baldizón!», al punto que el partido decidió suspender reuniones en lugares públicos para evitar más confrontaciones. Los enfrentamientos continuaron el lunes 25 de mayo, cuando simpatizantes de Baldizón bloquearon las calles aledañas al Tribunal Supremo Electoral mientras Baldizón recibía sus credenciales para participar como candidato presidencial, y hubo altercados con opositores que gritaban «¡No te toca!», lo que obligó al Tribunal a cerrar sus puertas como medida de precaución.

##### Postura de las cámaras industriales, agrícolas y financieras
El 24 de junio de 2015, el conglomerado de las cámaras de comercio, industria, agricultura y finanzas de Guatemala (CACIF) dio marcha atrás en sus declaraciones anteriores sobre la necesidad de llevar a cabo las elecciones generales del 6 de septiembre cueste lo que cueste e informa a la ciudadanía de que, ante el clamor popular porque éstas se retrasen emitirá una declaración la semana siguiente luego de que analicen la situación convenientemente.

##### Posición de la Iglesia católica ante la corrupción
El 3 de junio de 2015, utilizando las red social Facebook, el arzobispado de Guatemala emitió una severa Carta Pastoral ante la situación de Guatemala. En la carta, la asamblea de obispos de Guatemala: (1) recuerda que en los primeros procesos electorales de la época democrática se presentaron partidos políticos históricos, con principios propios y con una capacidad de convocatoria a segmentos importantes del electorado, cosa que se ha perdido, (2) indica que cada día se incrementa más la brecha entre la ciudadanía y los partidos que no son interlocutores válidos de la población, (3) señala el creciente desencanto entre la población que cada vez cree menos en los partidos, (4) indica no deben retrasarse las elecciones del 6 de septiembre porque hacerlo sería romper el orden constitucional, a pesar de que se harán en medio de la crisis generalizada, (5) hace ver que los hechos evidencian la inmundicia de corrupción en que el Estado guatemalteco se ha convertido y han provocado manifestaciones multitudinarias que expresan la indignación y la ira de grandes mayorías de ciudadanos, (6) reconoce que las movilizaciones han seguido y en ellas hay genuina indignación popular y agendas de grupos variados que quieren aprovechar el momento para sus fines particulares, (7) enfatiza que es evidente que la incapacidad –por ineptitud y malicia- del Congreso de la República para cambiar la Ley Electoral y de Partidos Políticos hace que los ciudadanos tengan que elegir a candidatos que no están capacitados para resolver los problemas del país, (8) afirma que se necesita que el proceso electoral se realice con nuevas reglas, y las más urgentes deben aprobarse de inmediato para que incidan en estas elecciones, (9) pide a los ciudadanos continuar con la presión sobre el Congreso para que haga los cambios que deben hacerse en la ley electoral y de partidos políticos, (10) señala la grave situación social y económica de la mayoría de la población, la violencia se expresa en todos los sectores del país y el crimen organizado es muy probablemente el mayor empleador del país, (11) manifiesta que hay que exigir a los candidatos presidenciales veracidad, transparencia y honestidad, (12) se compromete para que la verdad del Evangelio, sea su mayor contribución al cambio social y ético de Guatemala.

##### Ataque de Anonymous al TSE
Tras varios días de ataques cibernéticos a la página web del Tribunal Supremo Electoral, el 11 de agosto de 2015 el grupo Anonymous Guatemala GT le dio 24 horas al mismo para suspender al partido LIDER porque éste sobrepasó el techo de campaña; el grupo internacional de hackers amenazó con inutilizar el sitio oficial que el TSE pretende utilizar para llevar el control de las elecciones del 6 de septiembre si no se cumplen sus demandas.
El 12 de agosto, tras vencerse el plazo sin que se suspendiera al partido LIDER, el grupo Anonymous publicó en Facebook un aviso de que había infiltrado el sistema del Tribunal Supremo Electoral y había obtenido una base de datos de 30 GB, la cual estaría haciendo pública el resto del día. Su mensaje decía texturalmente así:
| «Sistema del Tribunal Supremo Electoral ha sido totalmente infiltrado, transmisión de datos en elecciones es manipulable, tenemos la Base de Datos del TSE completa. En Facebook sigue publicando mensajes como Más se 30GB sacados del Tribunal Supremo Electoral, estaremos publicándolos durante el día.[sic] Estando a 24 días de la fecha de los comicios, al haber sacado la Base de Datos entera del TSE se deja clara la total vulnerabilidad de su sistema para la transmisión de datos desde las Juntas Receptoras de Votos hacía la Central del TSE, los resultados se pueden cambiar, la información no es ni remotamente segura, será que de esto se han aprovechado para favorecer a diputados y alcaldes?[sic]» —Anonymous Guatemala GT 12 de agosto de 2015 |

Poco después de iniciado el ataque, el Ministerio Público lo empezó a investigar de oficio, aun cuando el Tribunal Supremo Electoral no había puesto ninguna denuncia al respecto. Ese mismo día, por la noche, Anonymous atacó el Congreso de la República y extrajo documentos con la planilla de los empleados menores de dicha entidad, en donde se mostró que algunos de ellos ganaban más de treinta mil quetzales, que es incluso más de lo que ganan los diputados mismos.

### Caso Redes
Gustavo Martínez, exsecretario general de la Presidencia y quien renunciara a principios de junio de 2015, fue señalado por el Ministerio Público (MP) y la Comisión Internacional contra la Impunidad en Guatemala, por su presunta implicación en un caso de tráfico de influencias que involucraba a la empresa Jaguar Energy; además, fue detenido César Augusto Medina Farfán, quien fungió como operador para beneficiar a la referida empresa y a Zeta Gas.
César Augusto Medina Farfán habría fungido como operador en tres casos de corrupción, al que los entes investigadores denominaron «Caso Redes». En el primero, Medina negoció en el 2014 con el entonces jefe de la Superintendencia de Administración Tributaria de Guatemala (SAT), Carlos Muñoz y la jefa de Departamento de la SAT, Lucrecia Roca, para beneficiar a la empresa Zeta Gas, que quería un depósito aduanero privado en Puerto Quetzal. En el segundo caso, de acuerdo a la CICIG y al MP, Ernesto Córdova, representante de Jaguar Energy, buscó a Medina por su amistad con el secretario de la presidencia Gustavo Martínez, para que éste incluyera en la agenda del presidente reuniones con representantes Jaguar; Martínez habría utilizado sus influencias para que un diplomático de China no visitara un albergue donde se encontraban atrapados ciudadanos chinos, que trabajaban para una empresa con la Jaguar Energy que mantuvo una pugna legal. A cambio de su ayuda, el exsecretario general del presidente habría recibido una remuneración de US$120,000. La planta eléctrica de Jaguar Energy es el proyecto más grande en Centroamérica, con un valor aproximado de US$900 millones.

### Caso «Lavado y Política» de Financiamiento electoral ilícito
Edgar Barquín, candidato vicepresidencial de LIDER y expresidente del Banco de Guatemala y la Junta Monetaria durante el gobierno de la Unidad Nacional de la Esperanza -de la que fue parte del comando de campaña en 2007 y del equipo de gobierno de Álvaro Colom, su hermano Manuel y el también diputado de LIDER Jaime Martínez Lohayza, fueron acusados el 15 de julio de 2015 por la CICIG y el MP de integrar una organización criminal de lavado de dinero y otros activos que en los últimos siete u ocho años habría filtrado no menos de novecientos treinta y siete millones de quetzales y financiado partidos políticos.< El comisionado Iván Velásquez Gómez señaló que toda la investigación, iniciada desde el segundo semestre del año pasado, está absolutamente documentada –incluso con escuchas telefónicas- que implicarían a los Barquín con uno de los principales involucrados en la banda, Francisco «Chico dólar» Morales Guerra, de Jutiapa. Ese mismo día se produjeron allanamientos domiciliares –que dieron por resultado 11 capturas- principalmente en Jutiapa, desde donde la organización criminal, dijo Velásquez, manejaba el entramado en especial disfrazado vía «remesas familiares».
De acuerdo a la CICIG y el MP, los miembros de la organización recolectarían el dinero ilícito mediante la recepción de grandes sumas en efectivo de dólares de manos de personas particulares, y luego habrían procedido a colocar en el sistema financiero el dinero -tanto en dólares como en quetzales- garantizando con ello el desvío hacia el mercado financiero sólido y luego remitirlo hacia diferentes países para garantizar la pérdida de trazabilidad. De acuerdo con los entes investigadores, para garantizar su permanencia y solidez la organización habría estado protegida por círculos de poder en Guatemala. La red habría contado con el apoyo de una gerente de un banco quien les asesora y alerta sobre controles gubernamentales; la estructura contaría con once personas allegadas y con alrededor de doscientas empresas, la mayoría de cartón, entre las que están:
- Agropecuaria El Campesino
- Mauritania
- Inversiones Ágata
- Angel Toys Corporation
- Bajo Cero
- Trasmundi
- APSA Express S.A.
- Transportes Comerciales Agroindustriales[27]

La CICIG logró documentar alrededor de seiscientas ochenta y seis transferencias al exterior, y que las mismas ascienden a más de treinta y tres millones de dólares (aproximadamente doscientos cincuenta y seis millones de quetzales).
Las autoridades investigativas solicitaron que se retire el antejuicio a Edgar Barquín, y los diputados de LIDER Manuel Barquín y Jaime Martínez Lohayza, por considerar que se vieron beneficiados con dinero que habría provenido de Francisco Edgar Morales Guerra, alias «Chico dólar», quien fue capturado ese día en Jutiapa como supuesto líder de la estructura dedicada al lavado de dinero.
Por su parte, el diputado Manuel Barquín, uno de los señalados, en una improvisada conferencia de prensa en el Congreso indicó que era mucha casualidad que «los fusiles estuvieran dirigidos hacia el proyecto político que en seis semanas gana las elecciones». Además agregó que iban a esperar el debido proceso y que «como le temblaba la voz al señor Comisionado, le gustaría encontrárselo para platicar con él».

#### La investigación y proceso judicial
El 20 de julio de 2015, el comisionado Iván Velásquez explicó en una radio local cómo fue la investigación en la que terminó implicado el candidato vicepresidencial de LIDER, Edgar Barquín. La CICIG recibió información de denuncias que se habían hecho de parte de la Superintendencia de Bancos sobre lavado de dinero que nunca fueron investigadas adecuadamente por el Ministerio Público y decidió profundizar en ellas. Había una serie de escuchas telefónicas que se habían hecho a Francisco Morales que movía enormes cantidades de dólares, tanto que ya era conocido con el mote de «Chico Dólar» y los investigadores empezaron a escudriñar entre esas pruebas que se habían quedado abandonadas. Investigando a Morales, encontraron que entre sus contactos había personajes de la política nacional y entre ellos estaba el entonces Presidente del Banco de Guatemala.
Las escuchas telefónicas realizadas a Francisco Morales tuvieron fundamento en los artículos 48, 49, 50 y 51 de la Ley Contra la Delincuencia Organizada y fueron autorizadas judicialmente. No se estaban interviniendo las conversaciones de los diputados ni del Presidente del Banco de Guatemala, sino que ellos fueron los que se metieron en el campo de acción de la CICIG cuando contactaron e hicieron acuerdos con Morales.
El 22 de julio de 2015 se reportó que el 23 de enero de 2013, el entonces presidente del Banco de Guatemala, Edgar Barquín, se reunió con Morales Guerra según las escuchas telefónicas reveladas en la audiencia judicial que se sigue en este caso. Según se deduce de las escuchsas, cinco días antes Manuel Barquín se comunicó con Chico Dólar para indicarle que la cita sería ese miércoles a las 12:30 horas y le dijo «que te acompañe la jefa —esposa de Morales Guerra— para que esté tranquila». En otra llamada, Barquín habría dicho que Jaime Martínez le había contado «que su señora está tristona». Además, el 22 de ese mes, en una conversación con su hija, Morales Guerrale detalló más sobre esa cita, indicándole que debía asistir «con pantalón de tela y no de lona» y que tenía que ir . Morales Guerra le explicó que iría ese miércoles al «Banco de Guatemala, con Edgar Barquín, presidente del banco». De acuerdo con las investigaciones, la reunión fue pactada para que Edgar Barquín librara a Morales Guerra de investigaciones iniciadas por el MP, debido a unas transacciones bancarias y anómalas de 2009. Morales tuvo conocimiento de una de esas peticiones, de carácter confidencial, gracias a Silvia Guevara Prado, gerente de una entidad bancaria y sindicada de participar en la red de lavado de dinero; en una llamada interceptada Guevara Prado le dijo a Morales que la IVE le había dicho «agradecería mucho su discreción al presente caso, debido a que como es de su conocimiento, toda información que se proporciona a la IVE es de carácter confidencial, por lo que rogaría no informar al cliente que se está solicitando».
Según el MP y la CICIG, la presunta estructura delincuencial de Chico Dólar lavó dinero obtenido por organizaciones dedicadas al narcotráfico.
El 24 de julio, durante la audiencia que se sigue a los detenidos, se presentó como evidencia una conversación interceptada por el Ministerio Público (MP) entre el diputado Jaime Martínez y Servia -la esposa de Francisco Morales Guerra- el parlamentario se refiere al temor que Edgar Barquín sentía por colaborar con la red de lavado. Según los investigadores, en la plática, Martínez le agradece a la esposa de Morales el apoyo que le han brindado al partido y también le pide que le recomiende a su esposo que no cuente cosas que podrían comprometerlos más adelante. En otra de las escuchas que el MP presentó ante Miguel Ángel Gálvez, titular del Juzgado B de Mayor Riesgo, se evidencia que las influencias de Morales le favorecieron en el pago de tributos: Mynor Morales Monterroso, auditor de la Superintendencia de Administración Tributaria disminuyó los tributos que debían pagar las tres empresas a nombre de Morales tanto en el Impuesto al Valor Agregado (IVA) como en el Impuesto Sobre la Renta (ISR); según las pesquisas, Morales habría pagado US$10 mil para que su deuda tributaria bajara a entre Q50 mil y Q60 mil.
El 28 de julio, en un confuso incidente que ocurrió minutos después de que Francisco Morales fuera trasladado desde la carceleta de la Torre de Tribunales al 14.° nivel de ese edificio, uno de los diecisiete pandilleros que era trasladado a un juzgado de Mayor Riesgo realizó varios disparos en el área de la carceleta. En el lugar quedaron heridos de bala cinco integrantes de la banda conocida como Mara Salvatrucha. Esa misma tarde fueron a ligados a proceso y enviados a prisión preventiva todos los sospechosos del caso, exceptuando Lesvia Martínez y Mynor Morales, quienes fueron beneficiados con una medida sustitutiva y arresto domiciliario.
El 30 de julio de 2015 por la noche, el comisionado de la CICIG se presentó en CNN en español, pocos días después de que lo hiciera el candidato presidencial de LIDER Manuel Baldizón; en la entrevista dejó claro que su posición es la de combatir la corrupción en Guatemala y no la de interferir con la democracia del país, como lo sugirió Baldizón en su entrevista. Esa noche, se supo que en varios departamentos de la república se quitó la señal de CNN en español en varias cadenas de cable, incluidas las de Petén, donde Baldizón es propierario de las mismas.
El 3 de agosto de 2015, la Corte Suprema de Justicia da trámite a los antejuicios contra los hermanos Edgar y Manuel Barquín, acusados de ayudar a Francisco Morales a lavar dinero ilícito. El magistrado Rafael Rojas, presidente de la Cámara y Antejuicios de la CSJ, confirmó que se designó como juez pesquisidor a Freedyn Waldemar Fernández Ortíz, Presidente de la Sala Primera de lo Penal, para conocer los antejuicios contra los hermanos Barquín y contra el diputado Martínez Lohayza.
El 11 de agosto, la fiscal general, Thelma Aldana, informó que la Unidad Fiscal de Extinción de Dominio investiga los bienes de Edgar Barquín desde 2014. La fiscal indicó que Barquín interpuso un amparo en su contra, tras enterarse de las mencionadas pesquisas a través de su abogado, Víctor Alfredo Pérez Torres, quien a su vez obtuvo la información por parte del jefe de la Fiscalía de lavado de Dinero, Rubén Herrera. Ese mismo día se informó que investigaciones del Ministerio Público y de la Comisión Internacional contra la Impunidad en Guatemala permitieron la captura del fiscal José Isabel Maldonado Castillo porque en 2011, cuando fungía como agente de la fiscalía de Lavado de Dinero, habría desestimado una denuncia presentada por la Intendencia de Verificación Especial (IVE) contra Francisco Morales Guerra.
Tras perder la elección el 6 de septiembre, Barquín tuvo que someterse a los tribunales.

### Posible vinculación de alcalde de San José, Escuintla con narcotráfico
El 30 de julio de 2015, la CICIG y el Ministerio Público capturaron a Odilia, Israel y Jairo González García - esposa y cuñados del alcalde de Puerto San José durante allanamientos domiciliares. La PNC indicó que fueron detenidos por presuntos delitos de lavado de dinero y asociación ilícita, por su posible relación con el mexicano Ramón Yánez, capturado hace algún tiempo por trasiego de sustancias químicas necesarias para producir drogas sintéticas. El alcalde no fue capturado pues goza de derecho de antejuicio por su puesto público; la fiscal general de Guatemala, Thelma Aldana aclaró que no se había detectado el involucramiento de ninguna empresa, lo que significaría que Rizzo actuaba por su cuenta, junto a la familia. El 4 de agosto los hermanos González García quedaron ligados a proceso y en prisión tras prestar primera declaración ante la jueza Carol Patricia Flores del caso Droga, Dinero y Poder Local. La investigación determinó que entre 2007-2011 Rizzo fue tramitador de aduanas, sin autorización de la Superintendencia de Administración Tributaria de Guatemala (SAT), en contacto con Yáñez de quien recibía fuertes cantidades de dinero, lo cual se evidenció con la revisión de estados bancarios. La fiscalía y la CICIG comenzaron a atar cabos en 2012 al capturar al mexicano y secuestrar papelería en allanamientos a su casa.
De acuerdo a las investigaciones del Ministerio Público y de la CICIG los siguientes habrían sido los movimientos sospechosos que dieron pie a la investigación:
- José Alberto Rizzo Morán pagó Q438 mil por una camioneta agrícola de lujo Toyota Prado, en amortizaciones de Q50 mil para no declarar impuestos; también habría comprado una camioneta Hyundai Tucson, con dinero proveniente del narco mexicano Ramón Antonio Yáñez Ochoa, según la investigación.
- Odilia González García de Rizzo tendría cuentas bancarias con depósitos por Q1 millón 840 mil, vehículos valuados en más de Q160 mil y bienes inmuebles, incluido uno que costó Q800 mil y que habría cancelado al contado.
- Israel y Jairón González contarían en los bancos con alrededor de Q40 millones, automotores e inmuebles caros.
- Israel González dispondría de Q15 millones en el sistema financiero.
- Se han evadido Q23 millones al no declarar las mercancías sacadas de las aduanas de los puertos Quetzal y Santo Tomás de Castilla.[40]

### Caso «La Riviera»

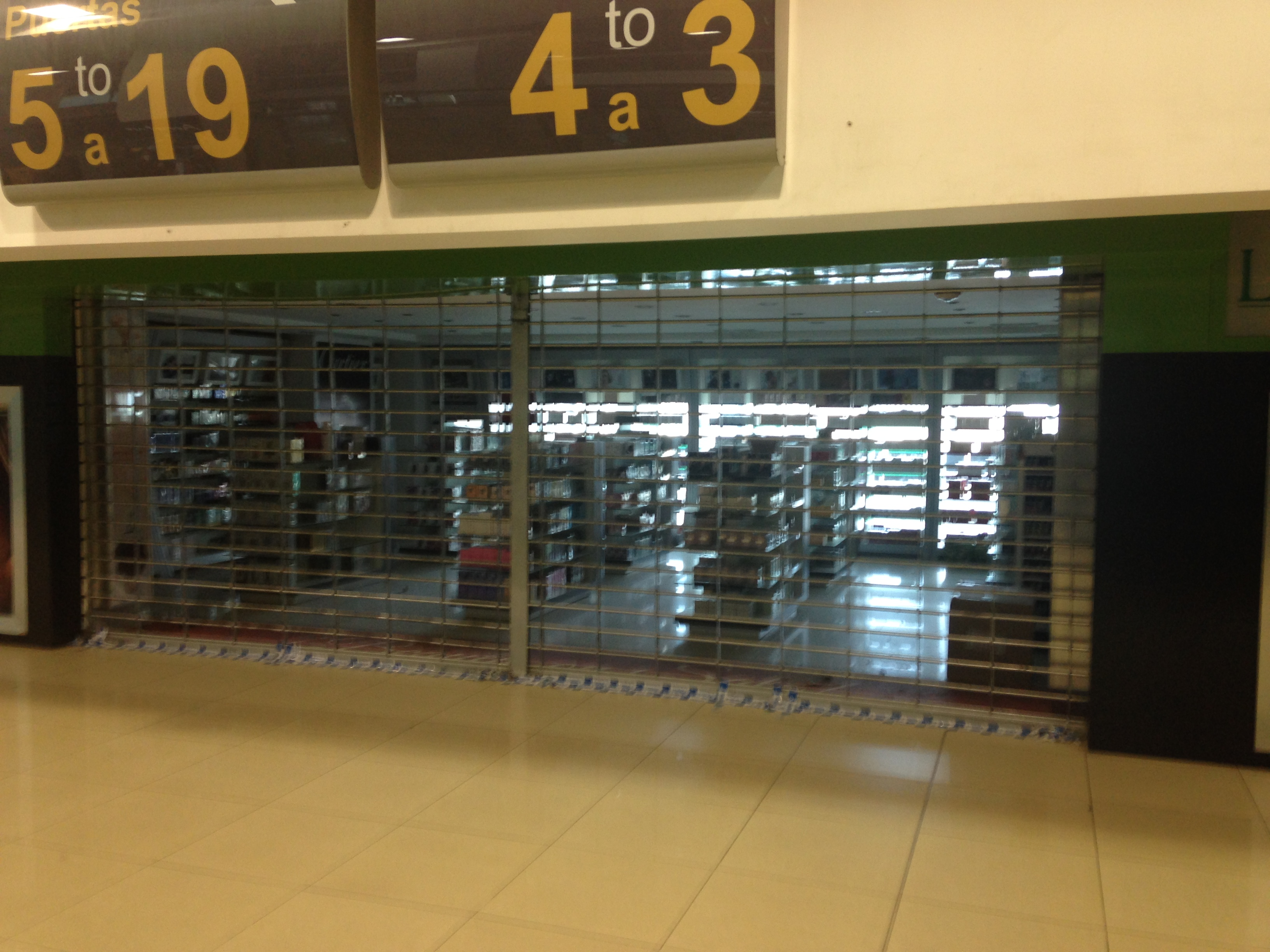
Una de las tiendas «La Riviera» clausuradas en 2015.

La Fiscalía de Delitos Administrativos del MP aprehendió a las personas involucradas en la exoneración de impuestos que gozaban las entidades WISA S.A. de Panamá y Tiendas Libres de Guatemala (TLG) -representantes de la cadena de tiendas «La Riviera»- con la autorización de la Superintendencia de Administración Tributaria, a partir de una denuncia recibida en 2013. De acuerdo a la denuncia, en 2008 la SAT habría autorizado a TLG operar un Depósito Aduanero Privado en el Aeropuerto Internacional La Aurora para los espacios comerciales en el área internacional del aeropuerto, lo que representaría la exoneración de impuestos a la empresa con autorización de la SAT, a pesar de que el Congreso de la República es el único facultado para otorgar ese tipo de exoneración.
Los capturados -todos exfuncionarios de la SAT- son: Rudy Villeda, ex directgor de la SAT entre 2008-2012 -durante el gobierno de Álvaro Colom-; Oscar Humberto Funes Alvarado, ex intendente de Aduanas; Mario Raúl Guzmán Marroquín, ex supervisor de programación de Auditoría; Lidia Lucrecia Roca, exjefe de gestión aduanera y Mayra Patricia Rodas Ruano, exjefe de Unidad de Normas y Procedimientos. Lucrecia Roca, ya había sido detenida previamente por estar vinculada en el Caso Redes y se encontraba en libertad condicional gracias a una medida sustituva.
El caso de Villeda podría implicar a toda la estructura de la Unidad Nacional de la Esperanza y el gobierno de Álvaro Colom, porque Villeda fue nombrado superintendente por ser allegado del expresidente Colom. La captura de Villeda no solamente desprestigia a su candidata presidencial -Sandra Torres-, sino que abre la puerta para más denuncias sobre otros funcionarios de ese gobierno.
También se giraron tres órdenes de captura internacionales contra Lucía Touzard Romo, representante legal de Tiendas Libres, y contra Mario Rodolfo Prado Herrera y Cristian Josué Girón Carreto. Prado Herrera y Girón Carreto se encuentran fuera de Guatemala desde hace varios meses, mientras Touzard Romo es de origen panameño. Finalmente, se indicó que se investiga la contratación de Grupo Wisa y la posible implicación de la Dirección General de Aeronáutica Civil y se solicitó la clausura de Tiendas Libres y el Juzgado Quinto de Primera Instancia Penal que es el contralor, resolverá sobre la base de la primera declaración de los sindicados.

### Informe de CICIG sobre financiamiento político
El financiamiento de la política en Guatemala es un informe presentado por la Comisión Internacional Contra la Impunidad en Guatemala el 16 de julio de 2015, en el cual se detalla cómo el dinero que financia la política guatemalteca es ilícito pues al no registrar los orígenes del financiamiento y al aceptar recursos de fuentes oscuras, la mayoría de partidos estaría traspasando la frontera legal.

#### Reacción del partido LIDER
Los señalamientos de la Comisión Internacional Contra la Impunidad en Guatemala contra algunos miembros de Libertad Democrática Renovada (LIDER) -muchos de los cuales militaban en otras agrupaciones políticas cuando supuestamente realizaron sus actividades ilícitas- han motivado a esa agrupación política a organizar una caminata con la presencia de cien mil personas, informó el portavoz del partido, Fridel de León. El entrevistado explicó que los ciudadanos piensan dirigirse a las instalaciones del ente internacional, con el objetivo de manifestarse contra lo que consideran una «conspiración» del titular de la CICIG, Iván Velásquez Gómez, quien a su criterio se ha prestado a un «show mediático».
El partido LIDER, previo a que el presidente Pérez Molina renovara el mandato del ente internacional por dos años más, mostró su apoyo al mismo. Sin embargo, tras los señalamientos de la comisión, el partido empezó a arremeter contra la labor que tiene a su cargo Iván Velásquez.
Luego de que el partido LIDER realizara una vigilia pacífica de oración el 22 de julio de 2015 por la noche frente a la Corte Suprema de Justicia -vigilia a la que no asistió el candidato presidencial Manuel Baldizón y que estuvo dirigida por candidatos a alcaldes y a diputados del partido LIDER- el embajador de los Estados Unidos Todd Robinson -a quien se ha señalado de dirigir un golpe de Estado suave desde la embajada a su cargo- indicó que los políticos debieran defenderse en las cortes y no salir a protestar y solicitó a los jueces que realicen su trabajo tal y como se espera de ellos.
El 27 de julio trascendió que el candidato a la presidencia por el partido Libertad Democrática Renovada (LIDER) Manuel Baldizón viajó a Washington D. C. para presentar una queja ante la Organización de Estados Americanos por lo que él considera una intromisión de la CICIG en los asuntos nacionales en Guatemala y para salvar a la democracia del país.
Votos para elección de magistrados a la Corte Suprema de Justicia
| Nombre                           | Puesto                                     | Votos LIDER | Votos Patriota |
| -------------------------------- | ------------------------------------------ | ----------- | -------------- |
| Josué Felipe Baquiax Baquiax     | Presidente de la Corte Suprema de Justicia | 41          | 36             |
| Silvia Patricia Valdés Quezada   | Magistrado vocal I                         | 49          | 47             |
| Nery Osvaldo Medina Méndez       | Magistrado vocal II                        | 47          | 36             |
| Vitalina orellana y Orellana     | Magistrado vocal III                       | 38          | 41             |
| Delia Marina Dávila Salazar      | Magistrado vocal IV                        | 41          | 37             |
| Douglas René Charchal Ramos      | Magistrado vocal V                         | 39          | 38             |
| Sergio Amadeo Pineda Castañeda   | Magistrado vocal VII                       | 39          | 37             |
| Blanca Aída Stalling Dávila      | Magistrado vocal VIII                      | 39          | 39             |
| Silvia Verónica García Molina    | Magistrado vocal IX                        | 38          | 39             |
| Vladimir Osman Aguilar Guerra    | Magistrado vocal X                         | 38          | 40             |
| Nester Mauricio Vásquez Pimentel | Magistrado vocal XI                        | 41          | 31             |
| Ranulfo Rafael Rojas Cetina      | Magistrado vocal XII                       | 35          | 38             |
| José Antonio Pineda Barales      | Magistrado vocal XIII                      | 35          | 36             |

#### Reacción de la UNE y Álvaro Colom
De acuerdo a la CICIG, en cada gobierno puede identificarse recaudadores que posteriormente han tenido una fuerte influencia en el Ejecutivo. Por ejemplo, durante el gobierno de Álvaro Colom, Gustavo Alejos fue nombrado secretario privado de la presidencia, desde donde logró una importante influencia política y convertirse en facilitador de negocios propios y ajenos. Había sido financista y operador de Colom durante las campañas de 2003 y 2007 e influyó en el nombramiento y destitución de funcionarios. Durante este período, las empresas vinculadas con é fueron beneficiadas por contratos públicos y su hermano y padre fueron nominados como candidatos a diputados por la UNE.
Durante el gobierno de Colom hubo por lo menos tres estructuras de financistas que se beneficiaron con el ejercicio del poder: la de Gustavo Alejos, la de Gloria Torres -hermana de Sandra Torres, entonces primera dama de Guatemala-, y la de Obdulio Solórzano Montepeque. Una de las estructuras de corrupción más cercanas a la presidencia fue la de Gloria Torres, quien fue una de las fundadoras de la UNE y tuvo cargos de organización en el partido que le permitieron relacionarse con todos los candidatos a alcaldes y alcaldes en funciones de esa organización. Sobre la base de esas relaciones construyó un conjunto de entidades a través de las cuales recibía fondos de las municipalidades y tenía relaciones con el grupo narcotraficante liderado por Juan Ortiz Chamalé.
En el caso de Obdulio Solórzano Montepeque, se dio la participación de un presunto miembro de un grupo supuestamente dedicado al narcotráfico en posiciones importantes del gobierno. Solórzano era financista de la UNE y fue elegido como diputado de Escuintla por ese partido en 2003 y a principios de 2008 -cuando se inició el gobierno de Colom- fue nombrado como director del Fondo Nacional para la Paz (FONAPAZ), al frente del cual fue denunciado por corrupción. Desde FONAPAZ benefici~ a la estructura del narcotraficante Ottoniel Turcios; Solórzano renunció a FONAPAZ a mediados de 2009 y fue asesinado el 8 de julio de 2010.
Tras el informe presentado por la CICIG en julio de 2015, la UNE -por intermedio del diputado Marco Taracena- quiso distanciarse de Álvaro Colom indicando que es muy diferente el partido ahora que ya no está Colom y que la lideresa es Sandra Torres, por su parte, Colom afirmó que, si bien sabía de los nexos con el narcotráfico de uno de sus principales financistas, Obdulio Solórzano, lo mantuvo como responsable del Fondo Nacional para la Paz (FONAPAZ), porque una «mesa de crisis» se lo aconsejó así. Colom también afirmó que no denunció a Solórzano porque la misma «mesa de crisis» le pidió que no lo hiciera lo que podría considerarse como una confesión de omisión de denuncia.
Colom también se refirió a Gloria Torres -cofundadora del partido UNE junto con su exesposa Sandra Torres y él mismo-, diciendo que lo engañó con lo del reiterado trasiego de dinero a través de la oficina de protocolo del Aeropuerto Internacional La Aurora. Esto, supondría una confesión pública de que él sabía lo del referido trasiego de dinero y que lo habría tolerado. Finalmente, en cuanto a los negocios de su secretario privado de la Presidencia, Colom dijo que no quiso saber nada de los mismos por respeto a él.

## Candidatos presidenciales

### Primera vuelta
| Nombre | Nombre                              | Candidatura | Partido                             |
| ------ | ----------------------------------- | --- | ----------------------------------- |
|        | Mario Estrada Orellana 74 años      | Ingeniero y exdiputado del Congreso. El 13 de mayo de 2013 fue proclamado precandidato presidencial por su partido. Participó en la elección presidencial de 2007 y quedó en sexto lugar. También participó en la elección presidencial de 2011, quedando en cuarto puesto. Fue diputado del Congreso desde el 14 de enero de 2000 hasta su renuncia en 2007. Dirigió la Secretaría de Desarrollo Social durante el gobierno de Alfonso Portillo, pero fue disuelta debido a la corrupción que había dentro esta institución. Existe controversia debido a la vida de «lujo y millonario» en la que vive Mario Estrada en el oriente guatemalteco, además de tener una imagen polarizada en diversos sectores de la sociedad guatemalteca. | UCN                                 |
|        | Roberto González Díaz-Durán 54 años | Economista y exministro de Energía y Minas. El 8 de agosto de 2013 fue proclamado por su partido como el precandidato presidencial para la elección presidencial de 2015 y el 10 de mayo de 2015 fue nominado oficialmente como candidato presidencial. González Díaz fue concejal V en la municipalidad de Guatemala de 2004 al 2007, fue ministro de Energía y Minas de la República de Guatemala durante el gobierno de Óscar Berger, también estuvo encargado de la reconstrucción luego del huracán Stan y, posteriormente, candidato a alcalde de la Ciudad de Guatemala, por el partido Gran Alianza Nacional, obteniendo el segundo lugar con 118,364 votos, 30% del electorado. En 2011, compitió nuevamente en las elecciones municipales, esta vez por el partido Compromiso, Renovación y Orden (CREO), obteniendo nuevamente el segundo lugar con 145,341 votos, 29.62% del electorado. El 3 de agosto de 2015, la Corte Suprema de Justicia dio trámite al antejuicio en contra del candidato presidencial por el partido CREO, González Díaz-Durán por supuesto tráfico de influencias; de acuerdo con las denunciantes, Ivana María Lujan Padilla y Aura Elizabeth Padilla Arreaga, el candidato habría intervenido en un proceso judicial contra la esposa de González. La denuncia fue trasladada a la Corte por la Fiscalía contra la Corrupción del Ministerio Público (MP). La Corte nombró como juez pesquisidor al magistrado vocal II de la Sala Segunda de Apelaciones del Ramo Penal, Eduardo Galván Casasola. | CREO-Unionista                      |
|        | Manuel Baldizón Méndez 55 años      | Abogado, empresario y exdiputado del Congreso. Fue proclamado como precandidato presidencial por su partido el 4 de julio de 2013 y como candidato oficial el 4 de mayo de 2015. Compitió como candidato presidencial en la elección presidencial de 2011, pero perdió en segunda vuelta frente al general retirado, Otto Pérez Molina, del Partido Patriota. Tan pronto como se inició el gobierno de Otto Pérez Molina, Baldizón fue declarado el candidato presidencial del LIDER. Desde su derrota en 2011 ha estado rodeado de controversias: - El 14 de enero de 2014, su partido fue acusado por el Gobierno de atentar contra la vicepresidenta Roxana Baldetti, en un hecho conocido como «el harinazo». - El 21 de enero de 2014, días después de haber publicado su libro Rompiendo Paradigmas, la revista guatemalteca ContraPoder publicó que muchos de los párrafos de su libro son idénticos a los de otros textos colgados en Internet y cuyos autores no aparecen en la bibliografía, esto hizo que su libro fuera retirado y puesto en una nueva revisión. Tras conocerse el Caso de La Línea las protestas en contra de las manifestaciones en apoyo a Baldizón y otros partidos políticos se incrementaron; por ejemplo, el 9 de mayo de 2015, una actividad proselitistas del partido LIDER que iba a realizarse en Antigua Guatemala tuvo que ser suspendida aduciendo quebrantos de salud de Baldizón luego de que grupos de manifestantes gritando «¡No te toca!» se enfrentaron a golpes con seguidos del candidato presidencial. El 19 de junio de 2015 Baldizón renunció a su inmunidad como candidato presidencial, tras conocerse que se había iniciado un proceso de antejuicio contra su persona por supuestos vales a cambio de votos para las elecciones. | LIDER                               |
|        | Lizardo Sosa                        | Sosa es un economista, que fungió como presidente del Banco de Guatemala de 2006 a 2010. | TODOS                               |
|        | Luis Fernando Pérez 56 años         | Administrador de Empresas y diputado del Congreso. Fue proclamado precandidato presidencial por su partido el 23 de noviembre de 2013. Inició su trayectoria política cuando fue elegido diputado por el Frente Republicano Guatemalteco en 1999. Fue jefe de bancada del FRG y secretario general de este partido desde enero de 2010 al 26 de enero de 2013, fecha en que fue refundado el FRG para transformarse en el actual Partido Republicano Institucional. Actualmente es secretario general de este partido. | PRI                                 |
|        | Sandra Torres Casanova 69 años      | Licenciada en Ciencias de Comunicación y ex primera dama de la Nación. El 13 de mayo de 2013, su partido la proclamó precandidata para la elección presidencial de 2015. Ya anteriormente había buscado ser inscrita para participar en la elección presidencial de 2011, pero fue rechazada por el Tribunal Supremo Electoral, la Corte Suprema de Justicia y la Corte de Constitucionalidad por divorciarse de Álvaro Colom con la finalidad de ser inscrita como candidata presidencial, siendo esto no permitido por ser un familiar cercano al presidente en curso. El 10 de mayo de 2015 una el partido Corazón Nueva Nación interpuso un recurso en contra de su candidatura indicando que Torres habría nacido en Belice. El 17 de junio de 2015, el Ministerio Público anunció que tramitaría un antejuicio en su contra -pues goza de ese derecho por haber recibido sus credenciales de candidata presidencial el 4 de mayo- por violar la ley electoral al entregar vales canjeables por cemento fechados para el 7 de septiembre de 2015, un día después de que se lleven a cabo las elecciones. Tras varios días, la CSJ desestimó el antejuicio en su contra. Tras denegarle la inscripción a Zury Ríos, el Tribunal Supremo Electoral fue cuestionado por no dengarle la inscripción a Torres, dado que durante el gobierno de su exesposo, Álvaro Colom, ocurrió una suerte de sustitución de la estructura formal del gobierno o del Organismo Ejecutivo por una estructura informal -Consejo de Cohesión Social-, que asumió todo el poder político, llegó a ser más importante que el propio gabinete y fue dirigida por la entonces primera dama, Sandra Torres. Asimismo, hubo otros hechos notorios durante el gobierno de Colom: es público que el 20 de abril de 2010 Torres, cual jefa de gobierno, asistió al Congreso a rendir cuentas ante los jefes de las bancadas aliadas al oficialismo de entonces, haciéndose acompañar del ministro de Salud, del ministro de Cultura, del ministro de Agricultura, del ministro de Educación, del director de Fonapaz, y del viceministro de Finanzas. Se confirmaría, entonces, que Torres habría actuado como jefa de gobierno informal -sin haber sido elegida para dicho cargo- lo que sería suficiente justificación para que el TSE le hubiera denegado la inscripción. | UNE                                 |
|        | Mario David García Velásquez        | Originalmente, Alejandro Sinibaldi y Mauricio López Bonilla, ministro de Gobernación durante el gobierno de Otto Pérez Molina fueron postulados como el binomio presidencial del partido oficial. Sin embargo, tras conocerse el Caso de la Línea que involucraba a los directivos de la Superintendencia de Administración Tributaria de Guatemala (SAT) y al secretario privado de la vicepresidenta de Guatemala, Roxana Baldetti, el 19 de abril de 2015 Sinibaldi renunció a la candidatura presidencial y al Partido Patriota junto a decenas de alcaldes y una veintena de diputados, y probablemente compita con otro partido político. Como razones para su renuncia señaló: - Los dos contratos otorgados a la empresa israelí M Tarcic Engineering Ldta. por Q137.8 millones para «limpiar» las aguas de Amatitlán. - El desmantelamiento por la CICIG y el Ministerio Público de «La Línea» en la Superintendencia de Administración Tributaria, que incluyó las capturas del titular actual y su antecesor, Omar Franco y Carlos Muñoz, respectivamente. - La crisis hospitalaria. - Las desacertadas intervenciones declaradas por el Ejecutivo en las aduanas y puertos marítimos. El 14 de mayo el Partido Patriota anunció que su precandidato a la presidencia podría ser el exprocurador general de la Nación Acisclo Valladares Molina. Pero a última hora Valladares no aceptó la candidatura y en su lugar fue postulado Mario David García Velásquez. | Partido Patriota                    |
|        | José Ángel López                    | Presidente de Banrural desde 1998 a 2013; director de la Asociación Nacional del Café (Anacafé) durante 20 años, de 1986 a 2006. | EG                                  |
|        | Jimmy Morales 56 años               | Político, productor, escritor, director y actor de cine y televisión en Guatemala. Como político guatemalteco, participó en el año 2011 como candidato a alcalde en el municipio de Mixco, departamento de Guatemala, con el partido político Acción de Desarrollo Nacional (ADN), quedando en tercer lugar. El 10 de marzo de 2013, es nombrado secretario general del partido Frente de Convergencia Nacional. | FCN                                 |
|        | Alejandro Giammattei Falla 69 años  | Político, escritor, y médico. Ha participado en anteriores elecciones: en 2007 obtuvo el tercer puesto y en 2011 —en que participó con muchas dificultades— obtuvo un bajo porcentaje de votos. Fungió como director del sistema penitenciario durante el gobierno de Oscar Berger Perdomo y se vio involucrado en el caso de la toma de la granja modelo Pavón, caso por el que fue juzgado en Guatemala, pero se le dio la libertad, detarminando unánimemente que era inocente, su lema es "Los buenos somos mas". | FUERZA · Archivo:Fuerza GT Logo.jpg |
|        | Juan Gutiérrez 69 años              | Gutiérrez es un empresario, político y economista guatemalteco, que ya fue candidato a la Presidencia de Guatemala durante las Elecciones generales de Guatemala de 2011, y es presidente y cofundador del grupo empresarial Xela Enterprises Ltd. | PAN                                 |
|        | Miguel Ángel Sandoval               | Sandoval es un político de izquierda que participó en las elecciones generales de 2007. | Coalición URNG Maíz-WINAQ           |
|        | Aníbal García                       | García fue proclamado vicepresidenciable por el partido Frente Amplio junto a Rigoberta Menchú Tum, en las elecciones de 2011. | MNR                                 |
|        | Zury Ríos 56 años                   | Abogada y política guatemalteca, miembro del desaparecido partido FRG(hoy llamado PRI). Hija del general retirado y exjefe de estado de Guatemala Efraín Ríos Montt y sobrina de Mario Enrique Ríos Montt. Fue diputada al Congreso de Guatemala por cuatro legislaturas consecutivas, comenzando en 1996 hasta su cuarto y último mandato que finalizó en 2012. Está casada con el congresista estadounidense Jerry Weller. Fue precandidata a la Presidencia de Guatemala por el FRG, pero el 14 de mayo de 2011 oficializó su retiro de la elección. Fue elegida como candidata a la vicepresidencia del partido ViVa, pero al abdicar Cromwell Cuestas, presidente del Grupo los tres, fue elegida precandidata presidencial del partido para las elecciones del 2015 El 10 de julio el TSE confirmó su resolución del 8 del mismo mes en el que no aceptó la inscripción de Zury Ríos como candidata presidencial por ser la hija del líder de un golpe de Estado -esto es, del general Efraín Ríos Montt. El 22 de julio, tras una solicitud de amparo ante la Corte Suprema de Justicia, Ríos obtuvo un amparo provisional que permite su inscripción preliminar como candidata presidencial. Después de una corta batalla legal, el 23 de julio la Corte Suprema de Justicia amparó a Ríos y el 24 de julio la inscribió el registro de ciudadanos como candidata presidencial. | VIVA                                |

| Nombre                     | Nombre                                            | Candidatura |
| -------------------------- | ------------------------------------------------- | --- |
|                            | Mario Leal Castillo 56 años (UNE)                 | |
|                            | Edgar Barquín 56 años (LIDER)                     | Edgar Barquín Durán (La Libertad, Petén, Guatemala, 6 de noviembre de 1958) es un contador, auditor, y político guatemalteco. El expresidente Álvaro Colom (2008-12) nombró y juramentó a Edgar Barquín como presidente de la Junta Monetaria (JM) y del Banco de Guatemala el 1 de octubre del 2010, cargo que ocupó hasta el 30 de septiembre de 2014. Durante el régimen de Colom también desempeñó el cargo de superintendente de Bancos. Barquín formó parte del comando de campaña de la UNE en 2007 y del equipo de gobierno del régimen de Colom. Durante el periodo presidencial 2008-12 gozó de la confianza del gobernante y, por ende, fue designado para ocupar los cargos indicados. Posteriormente, como ocurrió con muchos militantes de la UNE y del PP, Barquín se reposicionó políticamente en el partido LIDER. |
|                            | Roberto Díaz-Durán (UCN)                          | Díaz-Durán fue proclamado vicepresidenciable por la coalición UNE-Gana en las elecciones de 2011, pero cuando fue negada por el TSE, la participación de Sandra Torres, quedó anulado el binomio presidencial. |
|                            | Mario García (TODOS)                              | |
|                            | José Rodolfo Dougherty (PRI)                      | |
|                            | Valentin Gramajo (PP)                             | |
|                            | Rodolfo Neutze Aguirre (Coalición CREO-Unionista) | |
|                            | Peter Lamport (EG)                                | |
|                            | Jafet Cabrera Franco (FCN Nación)                 | Cabrera Franco fue rector magnífico de la Universidad de San Carlos de Guatemala en la década de 1990. |
| Archivo:Fuerza GT Logo.jpg | Fernando Paiz (FUERZA)                            | |
|                            | Manuel Alfredo Marroquín Pineda 59 años (PAN)     | Manuel Alfredo Marroquín Pineda nació en San Luis, municipio de Cabañas, departamento de Zacapa el 11 de septiembre de 1955 (59 años). Es abogado y notario con 28 años de carrera profesional (Colegiado No. 32,952), egresado de la Universidad Mariano Gálvez |
|                            | Rafael Maldonado (MNR)                            | |
|                            | Mario Ellintong (Coalición URNG-WINAQ)            | |
|                            | Juan Luis Mirón (VIVA)                            | |

| Nombre | Nombre              | Candidatura |
| ------ | ------------------- | --- |
|        | Convergencia        | El partido había anunciado un binomio presidencial, pero no se concretó o acordó nada. |
|        | Alejandro Sinibaldi | Alejandro Sinibaldi, exministro de Comunicaciones, Infraestructura y Vivienda. después de su renuncia como candidato presidencial del PP estuvo por un tiempo en busca de una alianza de partidos. A principios de mayo de 2015 se supo que iba a participar en la contienda electoral postulado por la agrupación política Movimiento Reformador, ya que el secretario general de ese partido, Raúl Vigil, por todos los medios de comunicación invitó a Sinibaldi a participar por el MR. Pero en medio de rumores de que habría abandonado el país, el 3 de junio Sinibaldi anunció que estaba en Guatemala, pero que no iba a participar en los comicios del 6 de septiembre por considerar que el país no está en condiciones de realizar un proceso electoral adecuado luego del descubrimiento de los casos de corrupción. |
|        | Vacante (PLP)       | Dado que el Libertador Progresista no tenía el número suficiente de afiliados, y tampoco un candidato presidencial al frente, no pudo participar en los comicios de 2015. Había invitado a Zury Ríos, como candidata presidencial, como una coalición junto con VIVA. Pero fue rechazada. |
|        | Otto Bernal (CNN)   | Teniente coronel, militar retirado. El 10 de junio anunció que el partido no iba a participar en la elección presidencial, y que apoyaría al partido LIDER; CNN si va a participar en los comicios municipales y legislativos. |

#### Encuestas de intención de voto en la primera vuelta
| Fecha      | Encuestadora | LIDER  | UNE   | FCN NACIÓN | PAN   | UCN   | VIVA     | CREO-Unionista | FCN Fuerza |          |      |
| ---------- | ------------ | ------ | ----- | ---------- | ----- | ----- | -------- | -------------- | ---------- | -------- | ---- |
| 16/01/2014 | PrensaLibre  | 33.6%  | 12.9% | 35.6%      | N/A   | N/A   | N/A      | 4.2%           | N/A        | 2.8%     | N/A  |
| 04/05/2015 | PrensaLibre  | 30.1%  | 14.7% | 12.9%      | 4.1%  | 5.2%  | 1.5~4.2% | 1.5~4.2%       | N/A        | 1.5~4.2% | N/A  |
| 04/06/2015 | Contrapoder  | 34.5%  | 12.9% | 10.4%      | N/A   | 3.7%  | 5.3%     | 4.6%           | N/A        | N/A      | N/A  |
| 30/06/2015 | Artman       | 5%     | 2%    | 55%        | 2%    | 1%    | 9%       | 4%             | 14%        | 1%       | 0%   |
| 07/07/2015 | La Nación    | 50.9%  | 14.6% | 17.3%      | 0.9%  | 3.5%  | 1.3%     | 5.8%           | 1.3%       | 0.9%     | 0.9% |
| 17/07/2015 | Siglo 21     | 6.8%   | 15%   | 27.5%      | 2.2%  | 10.6% | 5.1%     | 3.4%           | 9.9%       | 1.3%     | 3.7% |
| 03/08/2015 | Siglo 21     | 6.4%   | 12.1% | 31.5%      | 2.5%  | 7.7%  | 5.8%     | 3.7%           | 12.6%      | 1.7%     | 3.5% |
| 05/08/2015 | Sonora       | 17.03% | 8.14% | 13.33%     | 1.11% | 1.11% | 4.44%    | 1.11%          | N/A        | N/A      | N/A  |
| 11/08/2015 | PrensaLibre  | 24.9%  | 14.7% | 16.2%      | N/A   | N/A   | 4.4%     | N/A            | 12.6%      | 2.4%     | N/A  |
| 18/08/2015 | Siglo 21     | 6%     | 11%   | 34%        | 2%    | 7%    | 8%       | 3%             | 15%        | 1%       | 3%   |
| 03/09/2015 | PrensaLibre  | 22.9%  | 18.4% | 25%        | 3.4%  | 2.3%  | 7.2%     | 3.8%           | 3.9%       | 5.8%     | 2.3% |

| Fecha      | Encuestadora      | LIDER: Baldizón | UNE: Torres | FCN: Morales | PAN: Gutiérrez | UCN: Estrada | ViVa: Ríos | CREO-Unionista González | Archivo:Fuerza GT Logo.jpg FUERZA: Giammattei | TODOS: Sosa | PRI: Pérez |
| ---------- | ----------------- | --------------- | ----------- | ------------ | -------------- | ------------ | ---------- | ----------------------- | --------------------------------------------- | ----------- | ---------- |
| 27/05/2015 | E.G.              | 4%              | 14%         | 42%          | 3%             | 5%           | 9%         | 4%                      | 15%                                           | 1%          | 0%         |
| 08/06/2015 | EsPrimicia        | 45.6%           | 10.2%       | 6.0%         | 1.4%           | 3.4%         | 2.2%       | 4.7%                    | N/A                                           | N/A         | N/A        |
| 10/06/2015 | DeGuate           | 1.42%           | 4.25%       | 83%          | 1.42%          | 0.57%        | 6.80%      | 0.57%                   | N/A                                           | 0.57%       | N/A        |
| 24/06/2015 | Dick Morris       | 32%             | 16%         | 12%          | 10%            | N/A          | 8%         | 7%                      | N/A                                           | 3%          | N/A        |
| 24/06/2015 | Dick Morris       | 32%             | 16%         | 12%          | 10%            | N/A          | 8%         | 7%                      | N/A                                           | 3%          | N/A        |
| 31/06/2015 | Velmax            | 0.96%           | 0.64%       | 41.72%       | 3.18%          | 0.32%        | 7.01%      | 2.55%                   | 28.03%                                        | N/A         | 0%         |
| 29/07/2015 | Dick Morris       | 33%             | 22%         | 11%          | 12%            | N/A          | 4%         | 6%                      | 4%                                            | 1%          | N/A        |
| 31/07/2015 | Velmax            | 1.90%           | 0.38%       | 41.83%       | 4.18%          | 0%           | 4.56%      | 1.90%                   | 32.32%                                        | N/A         | 0.38%      |
| 25/08/2015 | Velmax            | 1.52%           | 0.76%       | 42.42%       | 3.03%          | 0%           | 6.82%      | 1.89%                   | 36.36%                                        | N/A         | 0%         |
| 25/08/2015 | G.E.              | 1.93%           | 1.37        | 32.59%       | 1.91%          | 9.58%        | 15.30%     | 3.45%                   | 21.33%                                        | 2.52%       | 0.81%      |
| 29/08/2015 | Elecciones GT App | 9.12%           | 2.61%       | 38.44%       | 0.00%          | 1.63%        | 9.45%      | 1.3%                    | 27.69%                                        | 4.56%       | 0.33%      |
| 31/08/2015 | Dick Morris       | 20%             | 18%         | 17%          | 18%            | 1%           | 6%         | 10%                     | 1%                                            | 3%          | N/A        |

#### Desarrollo de las elecciones

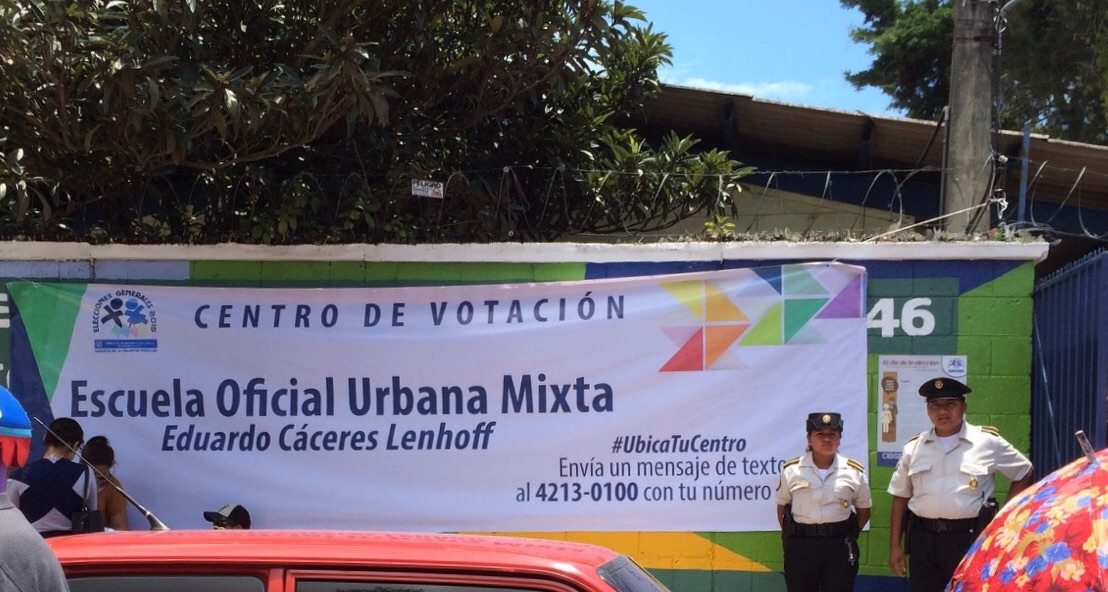
Policías montan guardia a la entrada de un Centro de Votación en la Ciudad de Guatemala el 6 de septiembre de 2015.

El Tribunal Supremo Electoral de Guatemala cerró los centros de votación tras un proceso que, pese a la turbulencia por los escándalos de corrupción, transcurrió en forma pacífica. Las dos mil setecientas mesas de votación cerraron a las 18:00 horas en los trescientos treinta y ocho municipios del país.
Hubo reportes de acarreo de votantes, principalmente en los departamentos de Totonicapán, El Quiché y Quetzaltenango.
Tras el cierre de las votaciones a las 6:00 p. m. se supo de disturbios en varios municipios; por ejemplo, en San Martín Zapotitlán, Retalhuleu, manifestantes incendiaron las instalaciones del edificio municipal y en Canillá, El Quiché presuntos seguidores del Partido Patriota causaron disturbios cuando supieron que habían perdido la alcaldía. En Pueblo Nuevo Viñas, Santa Rosa, una turba irrumpió en tres centros de votación para evitar el conteo de sufragios, descontentos con que el candidato a la alcaldía por el partido LIDER, Ervin Zamora, fuera el vencedor.
También se reportó que las papeletas electorales fueron quemadas en la aldea Xeatzán Bajo, Patzún, Chimaltenango. Por otra parte, en Sanarate, El Progreso, presuntos simpatizantes del Partido Patriota y de Unión del Cambio Nacional se enfrentaron a golpes frente a un centro de votación. Finalmente, momentos antes del cierre de los centros de votación, un grupo de vecinos de Sanyuyo, Jalapa, se enfrentó a la PNC, lo que dejó dos agentes heridos.

## Resultados Presidenciales

### Primera Vuelta
Participaron 14 candidatos a la presidencia donde los que pasaron a los primeros lugares , tuvieron que pasar a la segunda vuelta.
|  | 23.99 % |

|  | 19.76 % |

|  | 19.38 % |

|  | 6.53 % |

|  | 5.97 % |

|  | 5.41 % |

|  | 4.47 % |

|  | 3.48 % |

|  | 3.41 % |

|  | 3.12 % |

|  | 2.11 % |

|  | 0.91 % |

|  | 0.87 % |

|  | 0.59 % |

|  | 91.12 % |

|  | 100.00 % |

### Balotaje
La segunda vuelta presidencial se llevó a cabo el domingo 25 de octubre, esto luego de que ningún candidato obtuviera más del 50% de intención de voto en la primera vuelta y así evitar el balotaje. Los candidatos que pasan a segunda vuelta son Jimmy Morales de FCN Nación con 1.152.394 votos, lo que representa el 23.99% y el primer lugar en intención de voto resultando el presidente electo en dicha elección y Sandra Torres Casanova de la Unidad Nacional de la Esperanza con 948.809 votos, lo que representa el 19.75% y el segundo lugar de la intención de voto a nivel presidencial. Sorpresivamente Manuel Baldizón del partido LIDER no alcanzó los votos suficientes para pasar al balotaje.
| Binomios                     | Binomios                  | Partido                         | Primera vuelta | Primera vuelta |
| Presidente/a                 | Presidente/a              | Partido                         | Votos          | Porcentaje     |
| ---------------------------- | ------------------------- | ------------------------------- | -------------- | -------------- |
|                              | Jimmy Morales             | FCN-Nación                      | 2,751,058      | 67.44%         |
|                              | Sandra Torres             | Unidad Nacional de la Esperanza | 1,328,342      | 32.56%         |
|                              |                           |                                 |                |                |
| Votos válidos                | Votos válidos             | Votos válidos                   | 4,079,400      | 96.15%         |
| Votos blancos                | Votos blancos             | Votos blancos                   | 105,555        | 2.49%          |
| Votos nulos                  | Votos nulos               | Votos nulos                     | 57,899         | 1.36%          |
| Total                        | Total                     | Total                           | 4,242,854      | 100.00%        |
| Registrados/Participación    | Registrados/Participación | Registrados/Participación       | 7,556,873      | 56.15          |
| Fuente: Resultados Oficiales |                           |                                 |                |                |

##### Resultados por departamento en la primera vuelta
Estos son los resultados a nivel global en la primera vuelta del domingo 6 de septiembre de 2015
| Candidato | Candidato            | Distrito Central | Guatemala | Sacatepéquez | Chimaltenango | El Progreso | Escuintla |
| --------- | -------------------- | ---------------- | --------- | ------------ | ------------- | ----------- | --------- |
|           | Jimmy Morales        | 375,124          | 43,481    | 43,479       | 65,989        | 24,901      | 62,970    |
|           | Sandra Torres        | 30,799           | 74,580    | 11,096       | 28,620        | 12,292      | 56,911    |
|           | Manuel Baldizón      | 24,723           | 75,569    | 20,835       | 41,319        | 14,148      | 44,109    |
|           | Alejandro Giammattei | 119,374          | 86,557    | 13,202       | 5,625         | 2,003       | 7,451     |
|           | Zury Ríos            | 71,754           | 70,807    | 10,220       | 9,923         | 2,442       | 12,365    |
|           | Lizardo Sosa         | 14,074           | 27,740    | 9,443        | 12,531        | 2,473       | 25,225    |
|           | Mario David García   | 1,041            | 9,104     | 2,181        | 4,604         | 3,774       | 6,982     |
|           | Roberto González     | 28,973           | 24,022    | 3,737        | 7,901         | 1,357       | 6,160     |
|           | Mario Estrada        | 5,165            | 11,225    | 2,443        | 7,080         | 3,471       | 7,061     |
|           | Juan Gutiérrez       | 25,094           | 31,001    | 7,567        | 6,778         | 1,205       | 8,801     |
|           | Miguel Sandoval      | 6,374            | 6,714     | 1,214        | 3,317         | 158         | 2,381     |
|           | José López           | 7,910            | 6,650     | 1,360        | 1,273         | 195         | 1,216     |
|           | Luis Pérez           | 4,133            | 7,934     | 1,501        | 1,541         | 597         | 1,395     |
|           | Aníbal Garcia        | 5,366            | 4,878     | 2,015        | 1,517         | 176         | 670       |
|           | Votos validos        | 494,541          | 674,048   | 130,293      | 198,018       | 69,192      | 242,977   |

| Candidato | Candidato            | Santa Rosa | Sololá  | Totonicapán | Quetzaltenango | Suchitepéquez |
| --------- | -------------------- | ---------- | ------- | ----------- | -------------- | ------------- |
|           | Jimmy Morales        | 39,482     | 27,112  | 24,459      | 61,281         | 44,455        |
|           | Sandra Torres        | 25,155     | 28,174  | 15,766      | 44,394         | 42,168        |
|           | Manuel Baldizón      | 27,362     | 48,090  | 30,443      | 46,484         | 35,250        |
|           | Alejandro Giammattei | 3,647      | 2,057   | 3,035       | 23,079         | 5,341         |
|           | Zury Ríos            | 5,769      | 3,383   | 5,683       | 20,476         | 5,231         |
|           | Lisardo Sosa         | 5,297      | 4,192   | 13,634      | 11,907         | 10,421        |
|           | Mario David García   | 7,862      | 20,289  | 9,304       | 8,219          | 5,320         |
|           | Roberto González     | 2,139      | 13,513  | 4,200       | 12,292         | 1,158         |
|           | Mario Estrada        | 9,393      | 6,408   | 6,199       | 10,567         | 6,872         |
|           | Juan Gutiérrez       | 2,668      | 2,586   | 4,322       | 26,793         | 7,657         |
|           | Miguel Sandoval      | 444        | 8,514   | 1,858       | 8,083          | 2,338         |
|           | José López           | 618        | 669     | 1,258       | 2,679          | 865           |
|           | Luis Pérez           | 809        | 762     | 1,063       | 3,041          | 2,018         |
|           | Aníbal García        | 531        | 1,614   | 606         | 1,184          | 442           |
|           | Votos validos        | 131,536    | 167,363 | 121,830     | 270.479        | 169,536       |

| Candidato | Candidato            | Retalhuleu | San Marcos | Huehuetenango | Quiché | Baja Verapaz |
| --------- | -------------------- | ---------- | ---------- | ------------- | ------ | ------------ |
|           | Jimmy Morales        | 25,670     | 65,759     | 38,063        | 28,732 |              |
|           | Sandra Torres        | 20,096     | 78,223     | 87,167        | 87,215 |              |
|           | Manuel Baldizón      | 23,574     | 60,053     | 99,315        | 84,016 |              |
|           | Alejandro Giammattei | 3,137      | 7,276      | 5,471         | 3,095  |              |
|           | Zury Ríos            | 5,323      | 8,924      | 12,678        | 8,588  |              |
|           | Lisardo Sosa         | 13,754     | 8,669      | 17,857        | 11,345 |              |
|           | Mario David García   | 2,329      | 17,384     | 38,837        |        |              |
|           | Roberto González     | 3,615      | 17,607     | 9,246         |        |              |
|           | Mario Estrada        | 1,131      | 14,034     | 5,835         |        |              |
|           | Juan Gutiérrez       | 3,015      | 7,642      | 8,431         |        |              |
|           | Miguel Sandoval      | 1,904      | 11,508     | 18,128        |        |              |
|           | José López           | 573        | 1,832      | 10,890        |        |              |
|           | Luis Pérez           | 1,235      | 5,610      | 2,234         |        |              |
|           | Aníbal García        | 291        | 1,856      | 1,326         |        |              |
|           | Votos válidos        | 105,647    | 306,377    | 355,488       |        |              |

## Elecciones legislativas

### Moción para evitar reelección de diputados
El 15 de junio de 2015, ante la Corte de Constitucionalidad (CC), un grupo de ciudadanos presentó una petición de amparo en contra del Congreso de la República, por no haber aprobado o improbado doce acuerdos gubernativos de ejecución presupuestaria. El amparo, de acuerdo a los ciudadanos que solicitan el amparo, se basa en que el artículo 171, inciso c, de la Constitución Política le ordena al Congreso revisar y aprobar o improbar el informe de ingresos y gastos de ejecución que el Ejecutivo envía anualmente a la Contraloría ya que, de acuerdo con los solicitantes, el Congreso de la República tiene doce años de no conocer ni discutir estos informes resultando en un incumplimiento de un mandato constitucional. Los solicitantes del amparo urgieron a la Corte de Constitucionalidad emitir una resolución provisional —en tanto se resuelve el fondo del tema— en la que se ordene al Registro de Ciudadanos no inscribir como candidatos a los diputados integrantes de las tres legislaturas (la V, VI y la VII, que es la actual) que no cumplieron con esa obligación que la Constitución le fija al Congreso.
La Corte de Constitucionalidad no otorgó el amparo provisional, que habría impedido que al menos ciento veintiséis diputados que aspiran a la reelección más uno que va a postularse como candidato vicepresidencial, pudieran inscribirse. Posteriormente, cuando la Corte de Constitucionalidad determine si hubo o no incumplimiento de la Constitución por parte de esas tres legislaturas, lo que debe hacer este tribunal es certificar si hay violaciones perseguibles en juzgados civiles o penales, con lo cual se iniciaría un proceso masivo de antejuicios. Si la CC da el amparo definitivo, los actuales diputados podrían ser perseguidos por lo menos por el delito de incumplimiento de deberes y delitos contra la Constitución.

### CICIG investiga a diputados
El 16 de junio de 2015, el titular de la Comisión Internacional contra la Impunidad en Guatemala (CICIG), Iván Velásquez, reconoció que hay investigaciones contra miembros del Congreso y dejó abierta la posibilidad para que se presenten solicitudes de antejuicio. Velásquez indicó que había investigaciones que oportunamente estarían presentando a través de la instauración de los antejuicios correspondientes.

### Caso de Baudilio Hichos
Las declaraciones de Velásquez se dieron en la antesala de la presentación de un informe, previsto para este mes, con el que la CICIG revelaría anomalías e ilegalidades en el financiamiento de los partidos políticos.
El 17 de junio de 2015 la fiscal general Thelma Aldana y el comisionado de la CICIG Iván Velásquez ofrecieron detalles de los resultados de la investigación en torno a la adjudicación anómala del arrendamiento, por dos años y tres meses -vía cotización-, de tres niveles del edificio Plaza Minerva donde opera el Seguro Social en la ciudad de Chiquimula. Por el mismo caso la Policía, el Ministerio Público y la CICIG capturaron en allanamientos domiciliares a Jorge Mario López Pellecer -director del IGSS en Chiquimula-, Francisco Cortez Bocaletti –Jefe de Servicios Contratados-, Alma Méndez Blanco, Lester Ortiz y Salvador Rolando Álvarez Mérida. De manera paralela, ambas instituciones presentaron una solicitud de antejuicio contra el legislador Hichos López por los delitos de fraude y asociación ilícita.
La CICIG y el MP comprobaron en el portal de Guatecompras el proceso seguido para el arrendamiento del inmueble, registrado a nombre de Comercial y Constructora Siboney, S. A., firma de la que el congresista sería presidente de su Junta Directiva, lo que facilitó la forma de firmar el contrato por más de Q2 millones; se subrayó que todos los señalados incurrieron en delitos porque, antes de publicar la invitación a ofertar, llevaron a cabo la remodelación del inmueble, se violó la Ley de Compras y Contrataciones, hubo bloqueo a la posible participación de más empresas en la licitación y que las engañaron con datos falsos. De ahí el cargo de asociación ilícita, que, además, permitió que Hichos López recuperara lo invertido en los trabajos físicos efectuados en el Plaza Minerva. Los dos funcionarios indicaron que también los imputados ejecutaron ciertas operaciones en Guatecompras para aparentar legalidad en el contrato.
Hichos estaba a cargo de la comisión pesquisidora del antejuicio en contra del presidente Otto Pérez Molina. La acción contra el legislador es por los delitos de asociación ilícita, fraude y tráfico de influencias por las aparentes anomalías cometidas en un concurso de licitación de arrendamiento de un edificio en una dependencia del Instituto Guatemalteco de Seguridad Social (IGSS) en Chiquimula. Nineth Montenegro, diputada, pidió a la Comisión Permanente del Congreso un nuevo sorteo para dirigir pesquisidora contra el presidente Pérez Molina por los señalamientos contra Hichos. Tras conocer la acusación contra su diputado Baudilio Hichos, el partido LIDER lo separa de la agrupación política hasta que resuelva su situación; por otra parte, LIDER expulsa al alcalde de Chinautla, Arnoldo Medrano, por varias acusaciones de corrupción en su contra.
El 8 de julio, la corte Suprema de Justicia dio trámite al antejuicio contra el diputado Hichos; el presidente de la Cámara de Amparo y Antejuicio confirmó el trámite contra el diputado e indicó que el vocal primero de la sala Primera de la Corte de Apelaciones del Ramo Penal fue designado como juez pesquisidor.

### Caso de cuatro diputados de LIDER
Que se le retire la inmunidad a cuatro diputados de la bancada Libertad Democrática Renovada (Líder) y un alcalde para que puedan ser investigados abiertamente, fue la petición que presentó el 6 de julio de 2015 el Ministerio Público (MP) y la Comisión Internacional Contra la Impunidad en Guatemala (CICIG) ante la Corte Suprema de Justicia. 
El primero de los legisladores es Mario Rivera Cabrera, quien en una ocasión anterior ya había sido señalado de haberse apropiado de dinero perteneciente al Fondo de Conservación Vial de El Quiché, sin embargo, en esa oportunidad la Corte Suprema de Justicia no aceptó darle trámite a esa solicitud. No obstante, el MP presentó un amparo ante la Corte de Constitucionalidad (CC), que les fue otorgado la semana pasada, razón por la que la CSJ deberá recibir el expediente nuevamente y evaluar las pruebas presentadas; en la nueva solicitud el 6 de julio se le vincula con los delitos de lavado de dinero y otros activos, así como de enriquecimiento ilícito. Los hechos presentados por el MP y la CICIG dan cuenta que él como diputado gana aproximadamente Q29 mil mensuales, el cual se incrementó a Q45 mil cuando ocupó el cargo de segundo secretario en 1996 y el de tercer secretario del congreso en 2008; además, los investigadores determinaron que a su nombre no se encuentra ni una sola empresa o negocio que pudieran reportarle ingresos adicionales a los que percibe como congresista. Sin embargo, se evidenció que Rivera Cabrera es propietario de por lo menos cinco viviendas en varios puntos del país, valorada en varios millones de dólares y es propietario de por lo menos cinco vehículos entre marcas como Range Rover, Land Cruiser, Lincoln Navigator, entre otros. Por último, los investigadores indicaron que en una de las cuentas de Rivera Cabrera existe el monto de nueve millones de quetzales. 
El 25 de septiembre de 2015 la Corte Suprema de Justicia retiró la inmunidad a Rivera Cabrera, quien había sido reelecto el 6 de septiembre para una curul en el Congreso.
En el caso de los diputados Luis Adolfo Chávez y Mirza Arreaga, la solicitud de antejuicio es por una denuncia que el jefe del Ministerio de Desarrollo Social, Edgar Leonel Rodríguez, hizo en junio de 2015, por supuestas negociaciones que los legisladores quisieron hacer con él para lograr adjudicar varios contratos a empresas relacionadas con ellos. De ser retirada la inmunidad, Chávez y Arreaga enfrentarían una investigación por tráfico de influencias y abuso de autoridad.
Por último, el diputado Mario Yanes Guerra fue denunciado por el ministro de Desarrollo Social debido a que aparentemente el diputado solicitó varias plazas de trabajo en el renglón 029 para personas cercanas a él. Por su parte, el titular del Ministerio de Desarrollo tiene una solicitud de antejuicio por la compra de maquinaria por Q100 millones para el Fondo de Desarrollo Social y la Pesquisidora del caso ha pedido en su informe que se retire la inmunidad del Ministro.
El 7 de julio los diputados Chávez y Arrega arremetieron en contra de la CICIG, acusándola de realizar un teatro político y que no eran sus voces las que se escuchaban en las conversaciones grabadas; sin embargo, el partido los separó de la entidad para que aclaren su situación judicial. El secretario del partido indicó que esta medida aplica también para aquellos diputados que en el futuro estén involucrados en la misma situación: solicitud de antejuicio por corrupción. Ahora bien, aunque se solicitó la separación de los congresistas, éstos continúan siendo parte de la bancada del partido LIDER y, además, mientras no se presente la carta de expulsión ante el Registro de Ciudadanos del Tribunal Supremo Electoral (TSE), estos siguen participando en la busca de la reelección con LIDER.
Las transcripciones de las conversaciones telefónicas que sostuvieron los diputados evidencian posibles pactos políticos entre diputados de bancadas supuestamente rivales.
El 29 de julio de 2015, la Corte Suprema de Justicia le dio trámite a los antejuicios de estos diputados; la resolución fue dictada por unanimidad según informó en conferencia de prensa Josué Felipe Baquiax, presidente de la CSJ. Manuel Barquín y Jaime Martínez deberán enfrentar las pesquisas de los jueces designados por la CSJ, debido a su posible vinculación con una red de lavado de dinero dirigida por Francisco Morales Guerra, mientras que Mirza Arreaga, Luis Adolfo Chávez y Mario Yanes Guerra lo tendrán que hacer por estar señalados de negociar contratos para empresas afines a ellos, así como por intentar beneficiarse con plazas fantasma en el Ministerio de Desarrollo Social.

### Caso de Pedro Muadi y plazas fantasma
El 25 de junio de 2015, la Fiscalía Especial contra la Impunidad (FECI) del Ministerio Público y la Comisión Internacional contra la Impunidad en Guatemala presentaron una solicitud de antejuicio contra el diputado Pedro Muadi, expresidente del Congreso y de la Cámara de Industria de Guatemala, por su supuesta responsabilidad en la contratación anómala de trabajadores del Organismo Legislativo para obtener beneficios económicos con Q630 mil de fondos públicos. Hasta quince agentes de su seguridad privada tenían plazas fantasma en el Congreso por las que percibían ocho mil quetzales mensuales, de los que le correspondían seis mil al diputado Muadi.
El partido CREO —al que pertenecía Muadi luego de salir del Partido Patriota hace apenas unos meses— notificó que el diputado fue expulsado de la agrupación política por su involucramiento en el caso de plazas fantasma.
El 28 de octubre, Muadi renunció a su curul en el Congreso luego de que la Corte Suprema de Justicia de Guatemala le retirara el derecho a antejuicio; en su lugar asumió la ex asistente de Roxana Baldetti, Daniela Beltranena Campbell, quien renunció apenas 24 horas después; al día siguiente, Muadi se presentó al juzgado pues se había emitido orden de captura en su contra y tras su audiencia de primera declaración fue enviado a prisión a la cárcel del cuartel Mariscal Zavala.

### Niegan inscripción a Alfonso Portillo y Salvador Gándara
El expresidente de Guatemala Alfonso Portillo presentó su expediente al registro de ciudadanos del Tribunal Supremo Electoral para que fuera inscrito como candidato a diputado al Congreso por el partido TODOS. Sin embargo, el TSE le denegó la inscripción en primera instancia el 13 de julio de 2015, argumentando el artículo 113 de la Constitución Política de la República que indica que «los guatemaltecos tienen derecho a optar a empleos o cargos públicos y para su otorgamiento no se atenderá más que a razones fundadas en méritos de capacidad, idoneidad y honradez.» El Registro de Ciudadanos del TSE también negó la inscripción otras quince personas interesadas en ser candidatos a diputados.
Asimismo, el exalcalde de Villa Nueva, Salvador Gándara, tampoco obtuvo la inscripción solicitada al TSE. En un informe enviado por la Corte de Constitucionalidad (CC) al Registro de Ciudadanos se informa de treinta y cinco casos en los que se revocó los amparos solicitados por los candidatos a cargos de elección popular; en el documento se describe el detalle de cargos por denuncias penales que figuran contra Gándara, estos son: 
- Resistencia a la fiscalización de la Contraloría General de Cuentas (CGC) por Q83 millones 79 mil 468.02.
- Incumplimiento de funciones de acuerdo al cargo desempeñado por Q4 millones 612 mil 500.
- Anomalías en los convenios de remozamiento de la Policía Nacional Civil (PNC) central y sur por Q9 millones 595 mil 250.
- Anomalías en los convenios de remozamiento y equipamiento de Comisarías Distrito Norte, Oriente y Nororiente de la PNC por Q682 mil 349.
- Convenio de administración financiera sin cumplir requisitos de ley, Q862 mil 563.40.[153]

##### Candidaturas por Lista Nacional
| Partido | Partido                           | Primera Casilla En Listado Nacional |
| ------- | --------------------------------- | ----------------------------------- |
|         | Libertad Democrática Renovada     | Roberto Ricardo Villate Villatoro   |
|         | Unidad Nacional de la Esperanza   | Mario Taracena Díaz - Sol           |
|         | Partido Todos                     | Felipe Alejos Lorenzana             |
|         | Partido Patriota                  | Germán Estuardo Velásquez Pérez     |
|         | Frente de Convergencia Nacional   | Edgar Justino Ovalle Maldonado      |
|         | Encuentro por Guatemala           | Nineth Varenca Montenegro Cottom    |
|         | Unión del Cambio Nacional         | Rudy Roberto Castañeda Reyes        |
|         | Coalición CREO- Unionista         | Álvaro Enrique Arzú Escobar         |
|         | Visión con Valores                | Juan José Porras Castillo           |
|         | Partido de Avanzada Nacional      | Fernando Linares Beltranena         |
|         | Convergencia                      | Leocadio Juracán Salomé             |
|         | Fuerza                            | José Mauricio Radford Hernández     |
|         | WINAQ - URNG                      | Amílcar de Jesús Pop Ac             |
|         | Partido Republicano Institucional | Pedro Gálvez Hernández              |
|         | Movimiento Nueva República        | Carlos Manuel Bezares Marroquín     |
|         | Movimiento Reformador             | Rubén Salvador Mazariegos Vásquez   |
|         | Corazón Nueva Nación              | Mario Antonio Guerra León           |

### Resultados de las elecciones legislativas
|  | 18.88 % |

|  | 29.55 % |

|  | 14.83 % |

|  | 10.78 % |

|  | 9.78 % |

|  | 10.57 % |

|  | 9.20 % |

|  | 10.70 % |

|  | 8.84 % |

|  | 7.22 % |

|  | 6.35 % |

|  | 4.65 % |

|  | 5.73 % |

|  | 5.76 % |

|  | 5.37 % |

|  | 5.65 % |

|  | 4.36 % |

|  | 0.98 % |

|  | 3.85 % |

|  | 2.09 % |

|  | 1.97 % |

|  | 0.92 % |

|  | 0.95 % |

|  | 0.80 % |

|  | 0.84 % |

|  | 0.52 % |

|  | 0.30 % |

#### Escaños obtenidos en Lista Nacional y Departamental
| Departamento             |   |   |   | PP |   |   |   |   | UCN |   |   |   |   |
| ------------------------ | - | - | - | -- | - | - | - | - | --- | - | - | - | - |
| Listado Nacional         | 7 | 5 | 3 | 3  | 2 | 1 | 3 | 2 | 2   | 1 | 1 |   | 1 |
| Distrito Central         |   |   | 1 |    | 3 | 2 | 1 | 1 |     |   | 1 | 1 | 1 |
| Alta Verapaz             | 4 | 3 | 1 |    |   | 1 |   |   |     |   |   |   |   |
| Baja Verapaz             | 1 | 1 |   |    |   |   |   |   |     |   |   |   |   |
| Chiquimula               | 1 | 1 |   | 1  |   |   |   |   |     |   |   |   |   |
| Chimaltenango            | 2 | 1 | 1 |    |   |   | 1 |   |     |   |   |   |   |
| El Progreso              |   |   |   | 1  |   |   |   |   |     |   |   |   |   |
| Escuintla                | 1 | 2 | 1 | 1  |   |   | 1 |   |     |   |   |   |   |
| Guatemala (departamento) | 2 | 2 | 4 | 1  | 2 | 1 | 2 | 1 |     |   | 1 | 1 | 1 |
| Huehuetenango            | 4 | 2 |   | 2  |   |   | 1 |   |     | 1 |   |   |   |
| Izabal                   | 1 | 1 |   |    |   |   | 1 |   |     |   |   |   |   |
| Jalapa                   |   | 1 |   |    |   |   |   |   | 2   |   |   |   |   |
| Jutiapa                  | 2 | 1 |   |    |   |   | 1 |   |     |   |   |   |   |
| Petén                    | 2 | 1 |   | 1  |   |   |   |   |     |   |   |   |   |
| Quetzaltenango           | 2 | 2 | 1 |    |   |   | 1 |   | 1   |   |   |   |   |
| Quiché                   | 3 | 3 |   | 2  |   |   |   |   |     |   |   |   |   |
| Retalhuleu               | 1 | 1 |   |    |   |   | 1 |   |     |   |   |   |   |
| Sacatepéquez             | 1 | 1 |   |    |   |   | 1 |   |     |   |   |   |   |
| San Marcos               | 3 | 2 |   | 2  |   |   |   | 1 | 1   |   |   |   |   |
| Santa Rosa               | 1 |   |   | 1  |   |   |   |   | 1   |   |   |   |   |
| Sololá                   | 2 |   |   | 1  |   |   |   |   |     |   |   |   |   |
| Suchitepéquez            | 2 | 2 |   |    |   |   | 1 |   |     |   |   |   |   |
| Totonicapán              | 2 |   |   | 1  |   |   | 1 |   |     |   |   |   |   |
| Zacapa                   | 1 |   |   |    |   |   | 1 |   |     |   |   |   |   |

## Elecciones al Parlamento Centroamericano
| Partido/Alianza           | Partido/Alianza                   | Votos     | %       | Total | +/-         |
| ------------------------- | --------------------------------- | --------- | ------- | ----- | ----------- |
|                           | Libertad Democrática Renovada     | 833,557   | 18.24%  | 5/20  | 3           |
|                           | Unidad Nacional de la Esperanza   | 718,570   | 15.76%  | 4/20  | 2           |
|                           | Todos                             | 475,416   | 10.43%  | 2/20  | Nuevo       |
|                           | FCN-Nación                        | 421,329   | 9.24%   | 2/20  | 2           |
|                           | Partido Patriota                  | 365,647   | 8.02%   | 2/20  | 5           |
|                           | CREO -Unionista                   | 264,571   | 5.80%   | 1/20  | 1           |
|                           | Visión con Valores                | 240,293   | 5.27%   | 1/20  | Sin cambios |
|                           | Unión del Cambio Nacional         | 183,370   | 4.02%   | 1/20  | 1           |
|                           | WINAQ-URNG-MAIZ                   | 182,690   | 4.01%   | 1/20  | 1           |
|                           | Encuentro por Guatemala           | 173,143   | 3.80%   | 1/20  | Sin cambios |
|                           | Convergencia                      | 162,904   | 3.57%   | 0/20  | Sin cambios |
|                           | Partido de Avanzada Nacional      | 140,928   | 3.09%   | 0/20  | Sin cambios |
|                           | Fuerza                            | 101,523   | 2.23%   | 0/20  | Sin cambios |
|                           | Partido Republicano Institucional | 51,859    | 1.14%   | 0/20  | Sin cambios |
|                           | Movimiento Nueva República        | 43,327    | 0.95%   | 0/20  | Sin cambios |
|                           | Movimiento Reformador             | 42,975    | 0.94%   | 0/20  | Sin cambios |
|                           | Corazón Nueva Nación              | 19,106    | 0.52%   | 0/20  | Sin cambios |
|                           |                                   |           |         |       |             |
| Votos válidos             | Votos válidos                     | 4,558,748 | 84.05%  |       |             |
| Votos nulos               | Votos nulos                       | 399,625   | 7.63%   |       |             |
| Votos en blanco           | Votos en blanco                   | 435,938   | 8.32%   |       |             |
| Total                     | Total                             | 5,237,633 | 100.00% | 20/20 | Sin cambios |
| Registrados/Participación | Registrados/Participación         | 7,556,873 | 69.31%  |       |             |
| Fuente:                   |                                   |           |         |       |             |

## Elecciones municipales
También se llevaron a cabo las elecciones municipales para  elegir 338 alcaldes en ese momento el Líder ganó una mayoría absoluta de 130 alcaldías.
| Partidos y alianzas    | Partidos y alianzas                         | Alcaldes electos |
| ---------------------- | ------------------------------------------- | ---------------- |
|                        | Libertad Democrática Renovada               | 130/338          |
|                        | Partido Patriota                            | 75/338           |
|                        | Unidad Nacional de la Esperanza             | 62/338           |
|                        | Todos                                       | 19/338           |
|                        | Comités Cívicos Electorales                 | 18/338           |
|                        | CREO-Unionista                              | 13/338           |
|                        | Unión del Cambio Nacional                   | 11/338           |
|                        | Unidad Revolucionaria Nacional Guatemalteca | 3/338            |
|                        | Movimiento Reformador                       | 2/338            |
|                        | Visión con Valores                          | 1/338            |
|                        | Partido de Avanzada Nacional                | 1/338            |
|                        | Fuerza                                      | 1/338            |
|                        | Encuentro por Guatemala                     | 1/338            |
|                        | Partido Republicano Institucional           | 1/338            |
|                        | Frente de Convergencia Nacional             | 0/338            |
|                        | Compromiso, Renovación y Orden              | 0/338            |
|                        | Convergencia                                | 0/338            |
|                        | WINAQ-URNG                                  | 0/338            |
|                        | Movimiento político WINAQ                   | 0/338            |
|                        | Movimiento Nueva República                  | 0/338            |
|                        | Corazón Nueva Nación                        | 0/338            |
|                        | Mi País                                     | 0/338            |
| Total Alcaldes electos | Total Alcaldes electos                      | 338/338          |

## Lectura recomendada

### CICIG
- CICIG (2015). Informe: El financiamiento de la política en Guatemala. Guatemala: Comisión Internacional Contra la Impunidad en Guatemala.
- «Los candidatos a elección popular cercanos o vinculados al crimen organizado». ElPeriódico (Guatemala). 3 de agosto de 2015. Archivado desde el original el 3 de agosto de 2015. Consultado el 3 de agosto de 2015.

### CREO-PU
- Casaús Arzú, Marta Elena. «El papel de las redes familiares en la configuración de la élite de poder centroamericana (El caso de la familia Díaz Durán)». Revista Realidad (El Salvador: Universidad Centroamericana). Archivado desde el original el 27 de marzo de 2015. Consultado el 10 de mayo de 2015.
- Diario La Hora (25 de junio de 2015). «Diputado Muadi expulsado de CREO». Diario La Hora (Guatemala). Archivado desde el original el 25 de junio de 2015. Consultado el 25 de junio de 2015.

### EG
- CICIG (3 de noviembre de 2010). Tribunal de apelaciones confirma sentencia con autores materiales por el caso del asesinato de Rodrigo Rosenberg Marzanno. Guatemala. Consultado el 17 de mayo de 2015.

### FUERZA
- Reynolds, Patricia; Solano, Solano (2007). «Acciones encubiertas de PNC con beneplácito empresarial». Guatemala y El Salvador. Archivado desde el original el 30 de junio de 2008. Consultado el 3 de marzo de 2015.

### LIDER
- ElPeriódico (7 de julio de 2015). «Solicitan antejuicio contra cuadro diputados y un alcalde de LIDER». ElPeriódico (Guatemala). Archivado desde el original el 7 de julio de 2015. Consultado el 7 de julio de 2015.
- — (15 de julio de 2015). «CICIG acusa a hermanos Barquín y a Martínez Loaiza de lavado de 937 millones de dólares». ElPeriódico (Guatemala). Archivado desde el original el 15 de julio de 2015. Consultado el 15 de julio de 2015.
- — (16 de julio de 2015). «Chico dólar y la red transnacional de lavado de dinero que financió campañas políticas». ElPeriódico (Guatemala). Archivado desde el original el 16 de julio de 2015. Consultado el 16 de julio de 2015.
- — (17 de julio de 2015). «El vicepresidenciable en aprietos». ElPeriódico (Guatemala). Archivado desde el original el 17 de julio de 2015. Consultado el 17 de julio de 2015.
- — (18 de julio de 2015). «Radiografía del comandante en jefe». ElPeriódico (Guatemala). Archivado desde el original el 18 de julio de 2015. Consultado el 18 de julio de 2015.
- Emisoras Unidas (18 de julio de 2015). «Escuchas telefónicas que implican a candidatos de LIDER». Emisoras Unidas (Guatemala). Archivado desde el original el 18 de julio de 2015. Consultado el 18 de julio de 2015.
- Prensa Libre (17 de mayo de 2015). «Simpatizantes de LIDER amenazan a jóvenes en Mazatenango». Prensa Libre (Guatemala). Consultado el 17 de mayo de 2015.
- Diario La Hora (24 de mayo de 2015). «Baldizón señala a la UNE de boicot: No realizarán mitines en espacios abiertos». Diario La Hora (Guatemala). Archivado desde el original el 25 de mayo de 2015. Consultado el 24 de mayo de 2015.
- Guatevisión (8 de julio de 2015). «Diputada Arreaga pide "negocito" a ministro». YouTube. Guatemala. Consultado el 8 de julio de 2015.
- Prensa Libre (24 de mayo de 2015). «Empresa ligada a fraude del IGSS es financista de LIDER». Prensa Libre (Guatemala). Consultado el 24 de mayo de 2015.
- Zamora, José Rubén (17 de mayo de 2015). «¿Cómo así que le toca? video que se hace viral». ElPeriódico (Guatemala). Archivado desde el original el 18 de mayo de 2015. Consultado el 17 de mayo de 2015.
- — (15 de junio de 2015). «La hora del ajuste de cuentas está llegando». ElPeriódico (Guatemala). Archivado desde el original el 15 de junio de 2015. Consultado el 15 de junio de 2015.
- «La entrevista completa de Martín Rodríguez en CNN para desmentir a Baldizón». Nómada. Guatemala. 30 de julio de 2015. Archivado desde el original el 2 de agosto de 2015. Consultado el 2 de agosto de 2015.

### Partido Patriota
- ElPeriódico (13 de mayo de 2015). «Daniela Beltranena, la consentida ahijada de Baldetti». ElPeriódico (Guatemala). Archivado desde el original el 13 de mayo de 2015. Consultado el 13 de mayo de 2015.
- Enríquez, Ximena (12 de mayo de 2015). «Daniela Beltranena: La dama de compañía de la Vicepresidente se va para el congreso». ContraPoder (Guatemala). Archivado desde el original el 15 de mayo de 2015. Consultado el 13 de mayo de 2015.
- Solano, Luis (18 de mayo de 2015). «Mario David García, el ungido del Partido Patriota». Albedrío. Archivado desde el original el 18 de mayo de 2015. Consultado el 18 de mayo de 2015.

### Unidad Nacional de la Esperanza
- «Sandra Sí, Zury No». ElPeriódico (Guatemala). 14 de julio de 2015. Archivado desde el original el 14 de julio de 2015. Consultado el 14 de julio de 2015.
- Zamora, José Rubén (15 de junio de 2015). «La hora del ajuste de cuentas está llegando». ElPeriódico (Guatemala). Archivado desde el original el 15 de junio de 2015. Consultado el 15 de junio de 2015.
- «Otro escándalo para la SAT: Ex superintendente Villeda y cuatro ex funcionarios más capturados esta mañana». ElPeriódico (Guatemala). 31 de julio de 2015. Archivado desde el original el 31 de julio de 2015.

### Venta de plazas fantasma en el Congreso de la República
- Diario La Hora (25 de junio de 2015). «MP y CICIG: pagos para trabajadores terminaban en empresa de Muadi». Diario La Hora (Guatemala). Archivado desde el original el 25 de junio de 2015. Consultado el 25 de junio de 2015.
- ElPeriódico (26 de junio de 2015). «MP tras los pasos de una red de venta de puestos en el legislativo». ElPeriódico (Guatemala). Archivado desde el original el 25 de junio de 2015. Consultado el 26 de junio de 2015.
- Véliz, Rodrigo (26 de junio de 2015). «Cuatro capturados durante allanamientos judiciales en el Congreso y edificios anexos». ElPeriódico. Guatemala. Archivado desde el original el 26 de junio de 2015. Consultado el 26 de junio de 2015.

## Multimedia
- Diputados acusados de corrupción, también se burlan de niños desnutridos
- Video: diputado de LIDER recibe ayuda de Chico Dólar para mantener a flote a la GANA
- Video: Manuel Barquín habla con su amigo Chico Dólar y le garantiza protección
- Video: Así protegió vicepresidenciable de LIDER el lavado de dinero

- Datos: Q12164601